# آستون مارتن

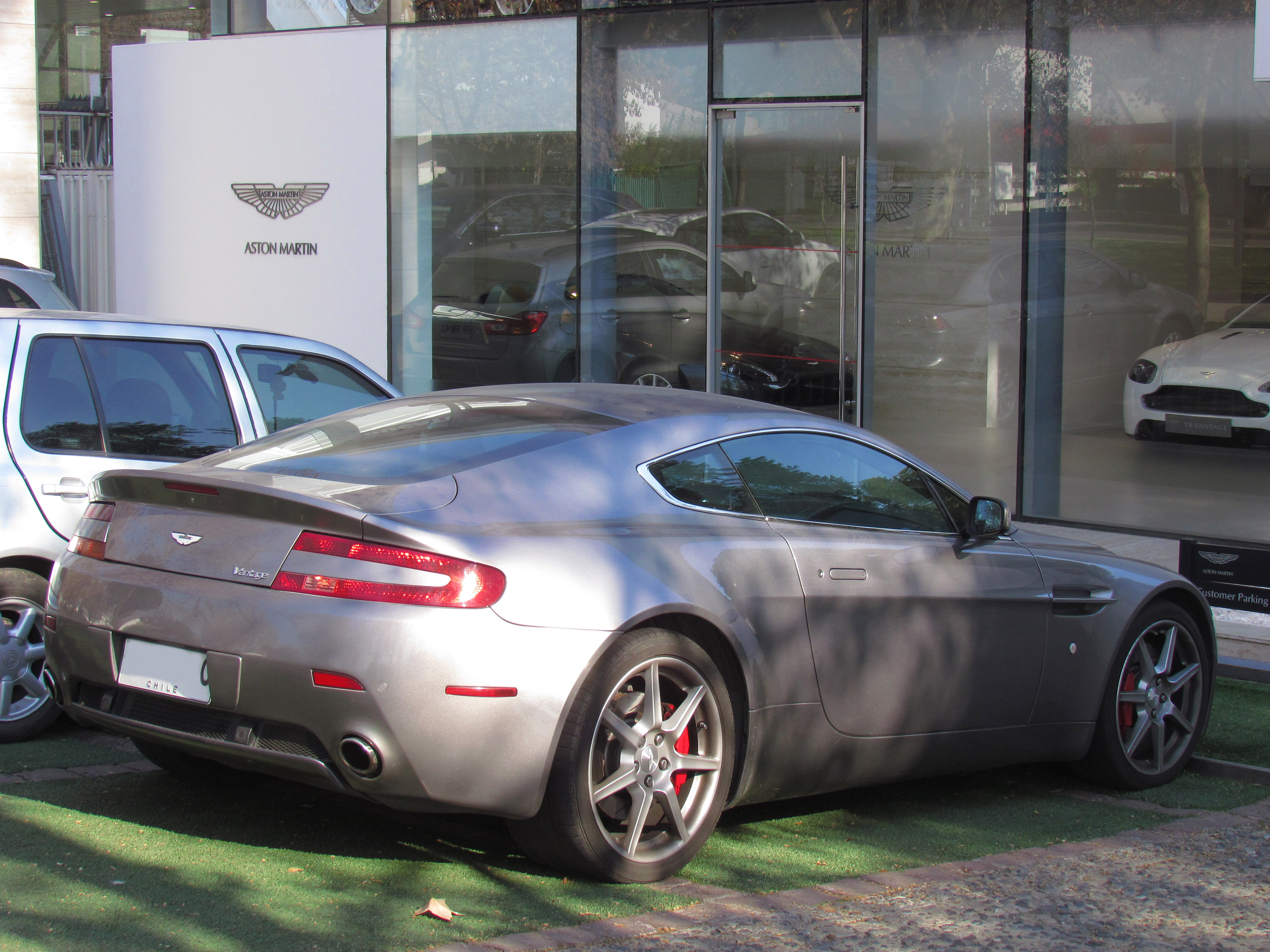

أستون مارتن هي شركة بريطانية لصناعة السيارات الرياضية الفاخرة والسيارات السياحية الكبرى. تأسست الشركة السابقة لها عام 1913 على يد ليونيل مارتن و روبرت بامفورد [الإنجليزية] . ارتبطت العلامة التجارية للشركة منذ عام 1947 وتحت قيادة ديفيد براون بالسيارات السياحية باهظة الثمن في الخمسينيات والستينيات من القرن الماضي، ومع الشخصية الخيالية جيمس بوند بعد استخدامه لنموذج دي بي 5 في فيلم إصبع الذهب عام 1964. تعتبر سيارات الشركة السياحية الكبرى والرياضية رمزًا ثقافيًا بريطانيًا.
حصلت أستون مارتن على ترخيص ملكي كمورد للسيارات لتشارلز الثالث منذ عام 1982، ولديها أكثر من 160 وكيل سيارات في 53 دولة، مما يجعلها علامة تجارية عالمية للسيارات. يتم تداول الشركة في بورصة لندن وهي أحد مكونات مؤشر فوتسي 250. وفي عام 2003، حصلت على جائزة الملك للمؤسسات [الإنجليزية] لمساهمتها المتميزة في التجارة الدولية. نجت الشركة من سبع حالات إفلاس طوال تاريخها.
يقع مقر الإنتاج الرئيس للسيارات الرياضية والسيارات السياحية الكبرى في منشأة تبلغ مساحتها 55 فدانًا (22 هكتارًا) في جايدون، وارويكشاير، إنجلترا، على الأراضي السابقة لسلاح الجو الملكي البريطاني في جايدون، بجوار مركز جاكوار لاند روفر جايدون. تعد المنشأة القديمة التي تبلغ مساحتها 3.6 فدان (1.5 هكتار) في نيوبورت باجنيل، باكينجهامشير بمثابة المقر الحالي لقسم السيارات الكلاسيكية الذي يركز على المبيعات والخدمات التراثية وقطع الغيار وعمليات الترميم. يضم المصنع الذي تبلغ مساحته 90 فدانًا (36 هكتارًا) في سانت أثان، في ويلز، ثلاث "حظائر عملاقة" محولة من شركة MOD St Athan، ويعمل كموقع إنتاج لأول سيارة رياضية متعددة الاستخدامات من آستون مارتن دي بي أكس.
شاركت أستون مارتن في رياضة السيارات في مراحل مختلفة من تاريخها، وخاصة في سباقات السيارات الرياضية، وكذلك في الفورمولا ون. يتم استخدام علامة أستون مارتن التجارية بشكل متزايد، غالبًا من خلال الترخيص، في منتجات أخرى بما في ذلك الغواصات والتطوير العقاري والطائرات.
ومنذ عام 1994 حتى عام 2007، كانت آستون مارتن جزءً من شركة فورد للسيارات، لتصبح جزءً من شركة بريميير اوتوموتيف جروب التابعة لفورد في عام 2000. وفي الثاني عشر من شهر آذار / مارس 2007، تم شراء الشركة بمبلغ 479 مليون جنيه استرليني (وهو ما يعادل 848 مليون دولار أمريكي) من قبل شركة مشتركة مملوكة لشركتي دار الاستثمار وأديم للاستثمار في الكويت ورجل أعمال إنكليزي يدعى جون سيندرز  واحتفظت فورد بحصة قدرها 77 مليون دولار أمريكي في شركة آستون مارتن، حيث قدرت قيمة الشركة بنحو 925 مليون دولار أمريكي.

## تاريخ شركة آستون مارتن

### التأسيس
تأسست شركة آستون مارتن في عام 1913 من قبل ليونيل مارتن وروبرت بامفورد. وفي العام السابق لذلك، تشارك الطرفين تحت اسم بامفورد ومارتن لبيع سيارات صنعتها شركة سينجر من خلال مبنى في كالو ستريت بلندن، حيث قاموا بتصليح مركبات جي دابليو كيه وكالثروب. شارك مارتن في تجهيز السيارات لسابق هضبة آستون بالقرب من استون كلينتون، وقرر الطرفان صناعة سياراتهم الخاصة. وصنع مارتن أول سيارة تحمل اسم آستون مارتن عن طريق تركيب محرك كوفنتري سيمبلكس رباعي الأسطوانات لهيكل سيارة إيزوتا فراشيني موديل 1908. ثم حصلوا علي مبنى في هينيكر بالاس في كنسينغتون وأنتجوا سيارتهم الأولى في شهر مارس 1915. ولم يبدأ الإنتاج بسبب اندلاع الحرب العالمية الأولى، وانضم مارتن إلى البحرية التابعة للجيش الملكي. وبيعت جميع الأجهزة إلى شركة طيران سبويث.

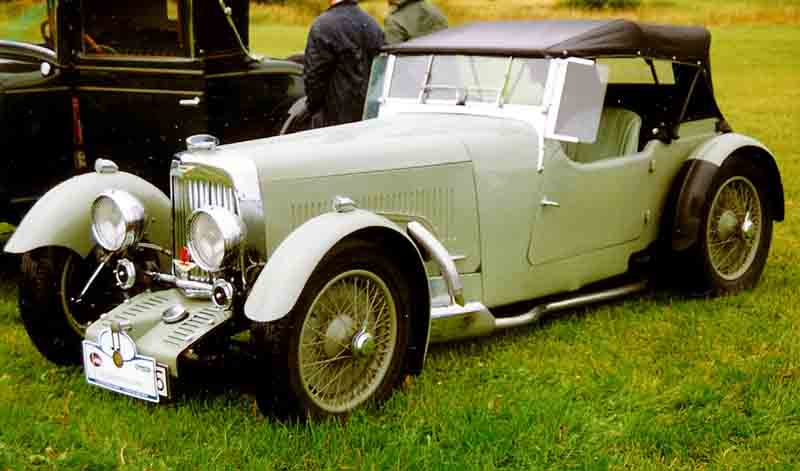
آستون مارتن Mk II لعام 1935

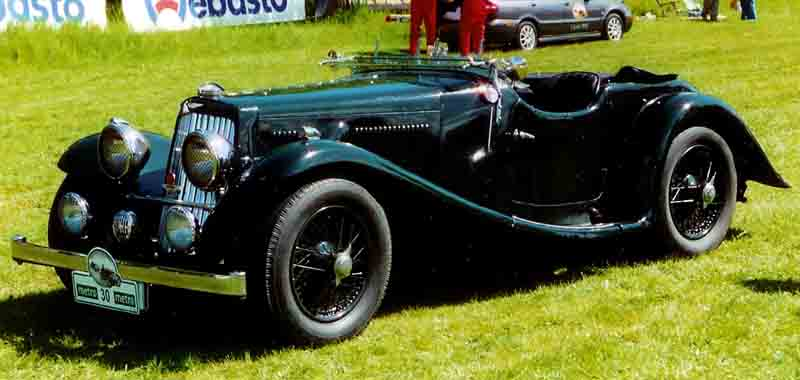
Aston Martin 2-Litre 2/4-Seater سبورتس لعام 1937

### سنوات الحرب

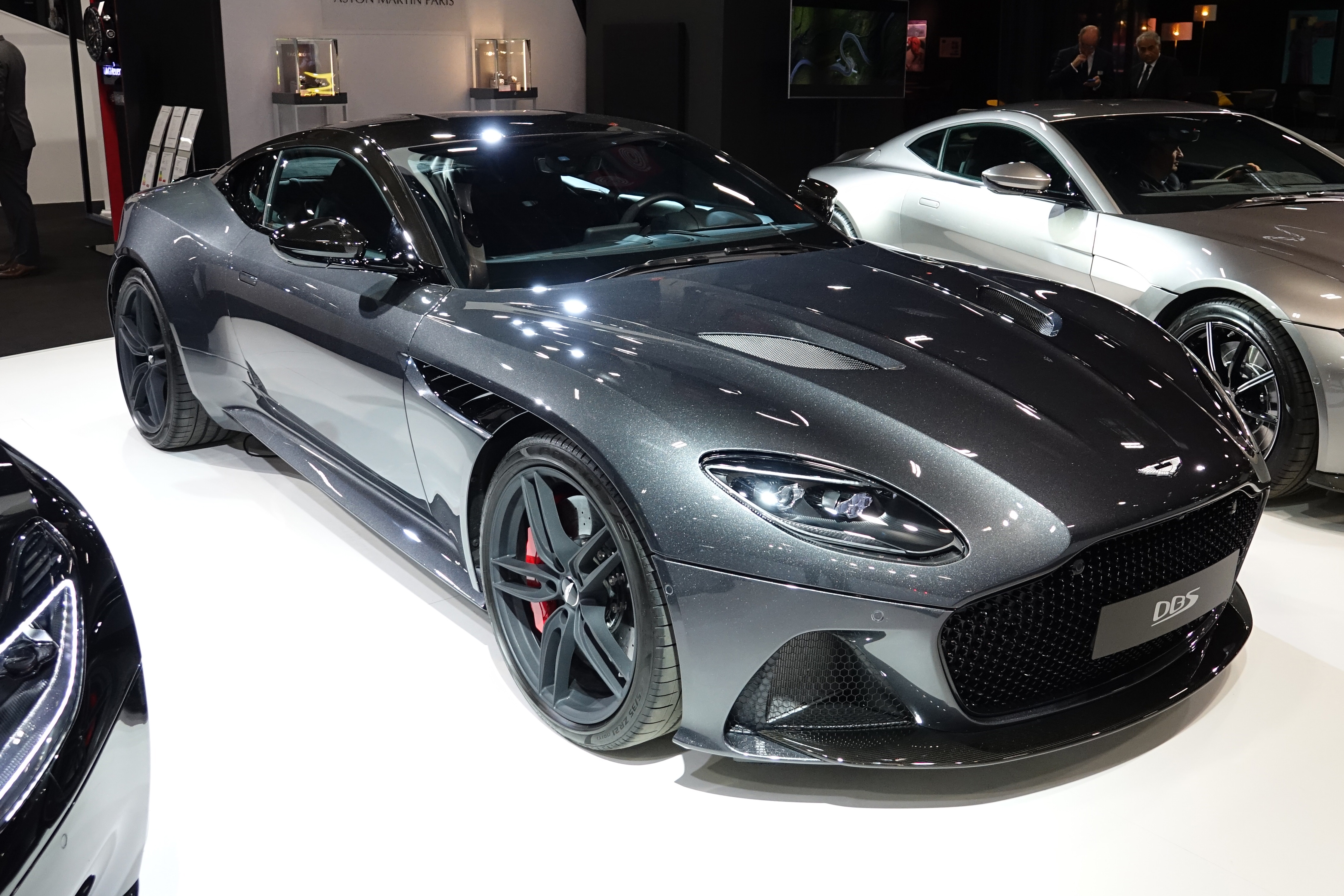
Aston Martin DBS Superleggera ، الطراز الرائد الحالي للعلامة التجارية

وبعد الحرب، أُعيد تمويل الشركة من قبل أبينجدون روود بكنسينغتون، وصممت سيارة جديدة لتحمل اسم آستون مارتن. خرج بامفورد من هذه الشراكة في عام 1920، وأُعيد تمويل الشركة من قبل شركة كونت لويس زبورووسكي. وفي عام 1922، أنتج بامفورد ومارتن سيارات لتنافس في سباق جائزة فرنسا الكبرى، وحققت السيارات أرقام قياسية عالمية وقدرة تحمل في سجلات بروكلاندز. صنع فريق من ثلاث سيارات لها 16 صمام للاشتراك في السباقات وتحطيم الأرقام القياسية: شاسيه رقم 1914 والذي طور لاحقا تحت اسم البازلاء الخضراء؛ الشاسيه رقم 1915، وهي السيارة التي حققت الـRazor Blade؛ وشاسيه رقم 1916، والتي طورت لاحقا تحت اسم هالفورد سبيشل.وصنع حوالي 55 سيارة لبيعهم في طرازين: شاسيه قصير وشاسيه طويل. وأفلست الشركة في عام 1924، واشترتها السيدة تشارنوود، والتي جعلت ابنها جون بنسون رئيساً للإدارة. وتعرضت الشركة للفشل مرة أخرى في عام 1925، وأغلق المصنع في عام 1926 مع رحيل ليونيل مارتن.
وفي وقت لاحق من ذلك العام، تولى كل من بيل رنويك، وأغسطس (بيرت) برتيللي وعدد من المستثمرين الأغنياء، بما فيهم السيدة تشارنوود، إدارة الشركة، وأطلقوا عليها آستون مارتن للسيارات، ونقلوها إلى المكان السابق لشركة وايتهيد للطائرات المحدودة في فيلثام.
ظل رنويك وبرتيللي في شراكة لبعض السنوات، وطوروا محرك رباعي الأسطوانات مستخدماً تصميم رنويك الحاصل على براءة اختراع، كما جربه في شاسيه انفيلد أولداي. وهي تعتبر السيارة الوحيدة التي تحمل اسم رنويك وبرتيللي.وكانت تعرف باسم 'Buzzbox' وهي باقية إلى يومنا هذا.
كانوا يخططون لبيع هذا المحرك لمصانع للسيارات، ولكنهم سمعوا أنه لم تعد شركة آستون مارتن تنتج سيارات، وبالتالى فكروا في الاستفادة من سمعة اسم آستون مارتن (ما نسميه الآن بالعلامة التجارية) لإنتاج سيارة جديدة تماما.
وبين عامي 1926 و1937، كان برتيللي المدير الفني لآستون مارتن، ومصمم جميع سيارات آستون مارتن خلال هذه الفترة، وعرفت باسم 'سيارات برتيللي'. وهي تشمل 1 1 / 2 لتر من 'T-type'، و"International" و'Le Mans" و'MKII' و'Ulster، و2 لتر 15/98 و'Speed Model'..
وكان معظمها سيارات رياضية ذات مقعدين، وصنع معظم هياكل تلك السيارات شقيق بيرتيللى، إنريكو (هاري)، بالإضافة إلى عدد صغير من الشاسيه الطويل ذات الأربعة مقاعد، والـdrophead والصالون.
وكان برتيللي حريصاً جدا على دخول سيارته في السباقات، كما كان سائقاً ماهراً. وكانت واحدة من شركات تصنيع السيارات القليلة التي تشارك في سباق السيارات، من خلال المركبات التي صممها. طورت المنافسة من الشركة حتى حققت سيارات فريق LM نجاحاً كبيراً محلياً ودولياً، بما في ذلك سباقات لومان ووميغليا ميل.
وظهرت المشاكل المالية من جديد في عام 1932، وأُنقذ بريدو برون الشركة بتمويلها لمدة عام قبل تمرير الشركة إلى السير آرثر ساذرلاند. وفي عام 1936، قررت الشركة التركيز على سيارات الطرق. وكان إنتاج السيارات على نطاق ضيق، لم يصنَّع سوى 700 سيارة حتى وقف الإنتاح عند نشوب الحرب العالمية الثانية.وتم تصنيع مكونات الطائرات خلال سنوات الحرب.

### 1947-1972: ديفيد براون

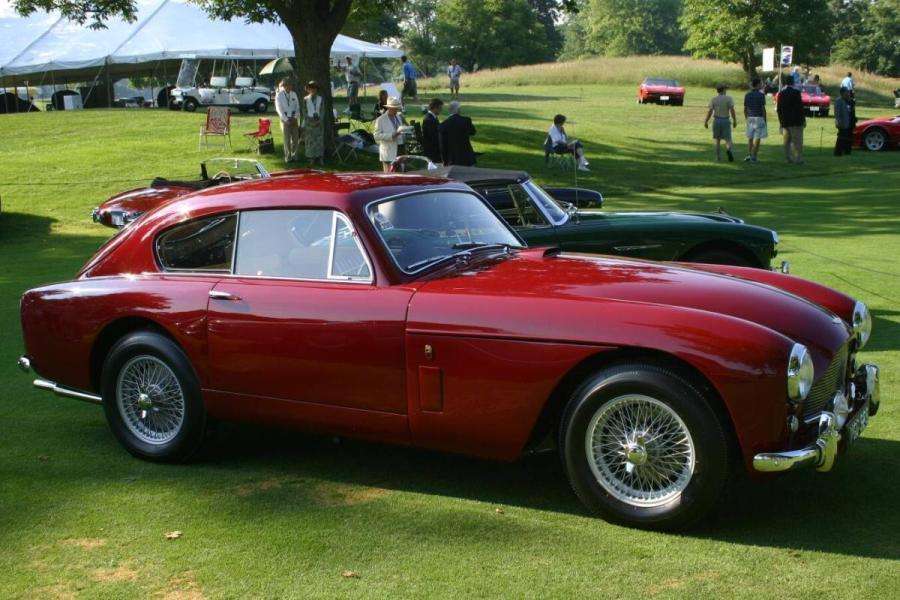
آستون مارتن DB Mark أي عام 1958

في عام 1947، اشترت شركة ديفيد براون المحدودة شركة تصنيع المعدات والأدوات الآلية في شركة هدرسفيلد (1860) شركة آستون مارتن والتي وضعتها تحت سيطرة مجموعة الجرارات التابعة لها. أصبح ديفيد براون آخر منقذ أستون مارتن. كما استحوذ على أعمال مصنع لاجوندا  بدون محركها لاجونداالمصمم من قبل ولتر أوين بنتلي سعة 2.6 لتر. نقلت لاجونداالعمليات إلى نيوبورت باجنيل وشاركت في المحركات والموارد وورش العمل. بدأت أستون مارتن في بناء سلسلة سيارات «دي بي» الكلاسيكية.
في أبريل 1950، أعلنا عن الإنتاج المخطط لنموذج Le Mans الأولي الذي سيطلق عليه DB2 ،  يليه DB2 / 4 في عام 1953، وDB2 / 4 MkII في عام 1955، وDB Mark III في عام 1957 والطراز الإيطالي. 3.7 L DB4 في عام 1958.
في حين أن هذه النماذج ساعدت أستون مارتن على تأسيس نسب سباق جيدة، إلا أن DB4 برزت وحصلت على DB5 الشهير في عام 1963. بقيت أستون وفية لأسلوبها الكبير في الرحلات مع DB6 (1965–70)، وDBS (1967–1972).
تم تصميم محركات هذه السيارات ذات الست أسطوانات من عام 1954 حتى عام 1965 بواسطة تاديك ماريك.

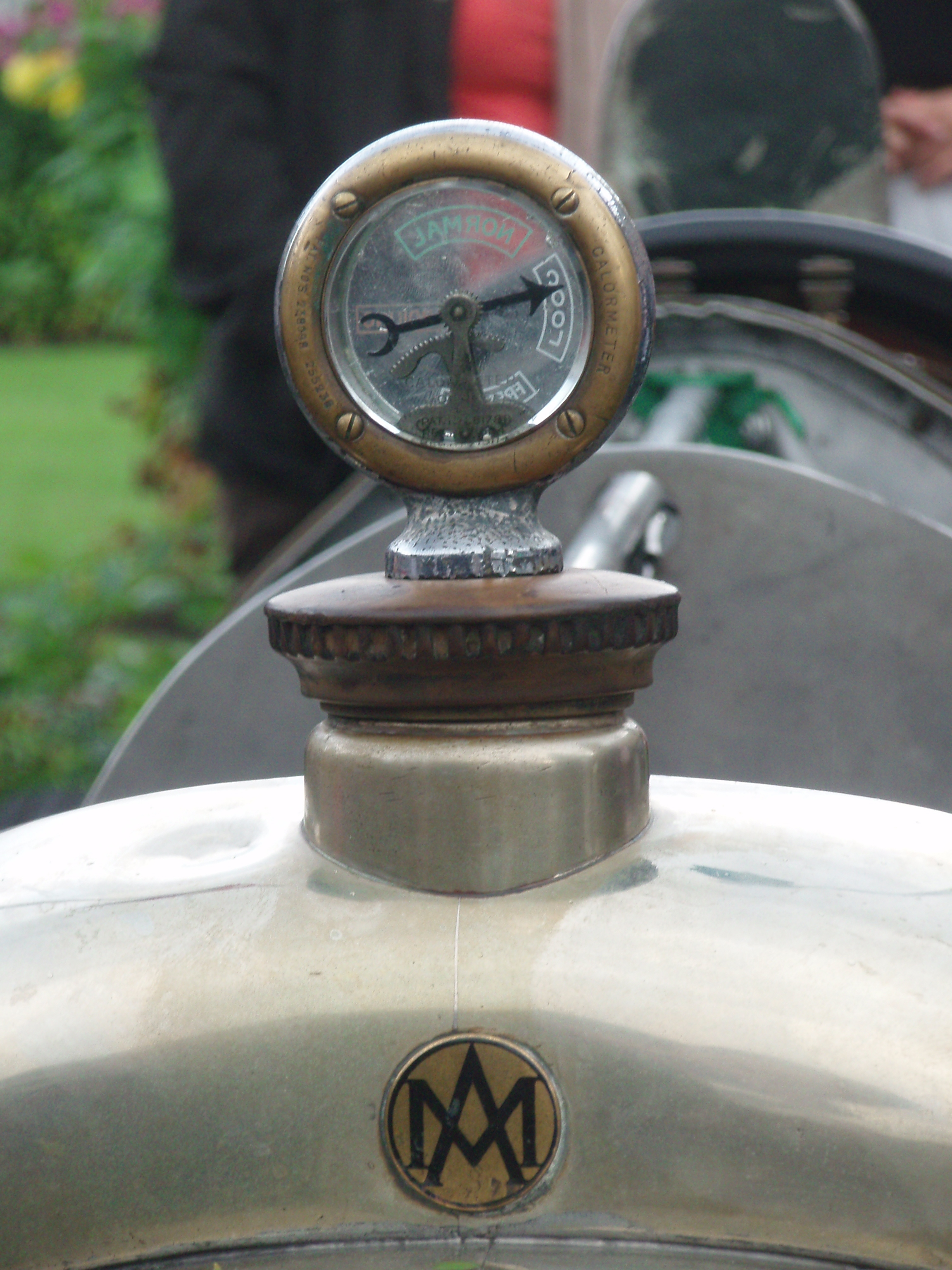
1923 سيارة فريق Razor Blade

### 1972-1975: ويليام ويلسون

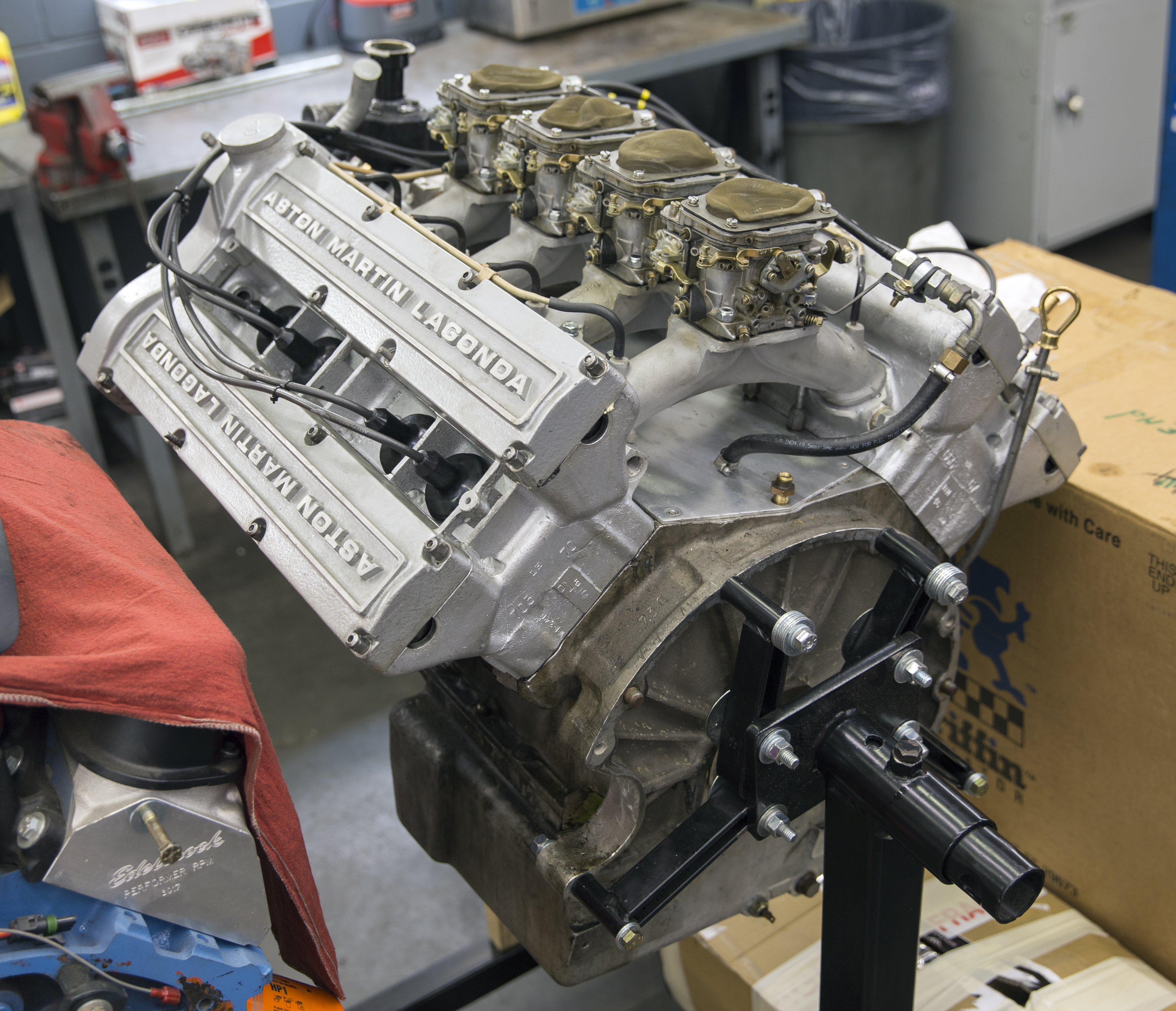
كان محرك V8 الذي صممه تاديك ماريك دعامة أساسية لمجموعة أستون مارتن لعقود من الزمن ، وتم بناؤه من عام 1969 حتى عام 2000.

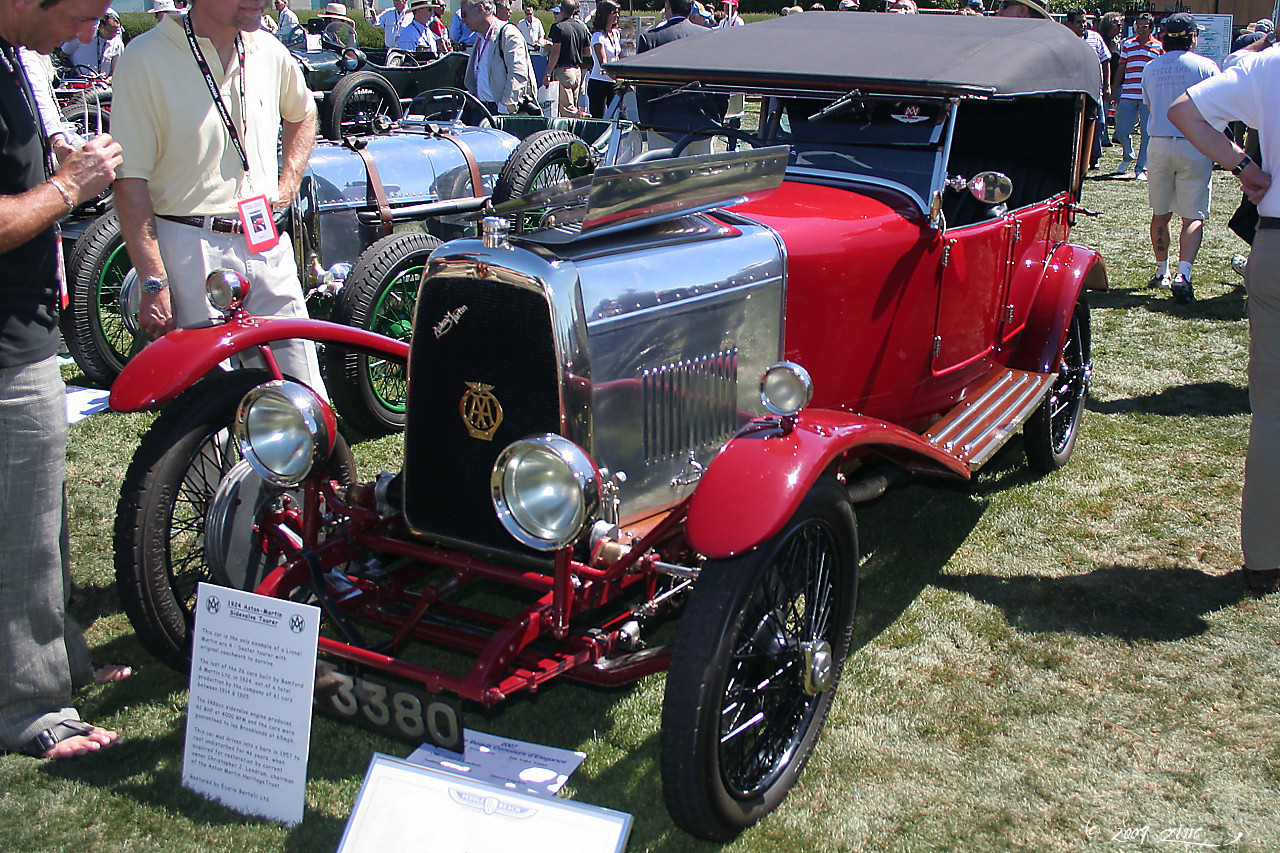
1924 تورير

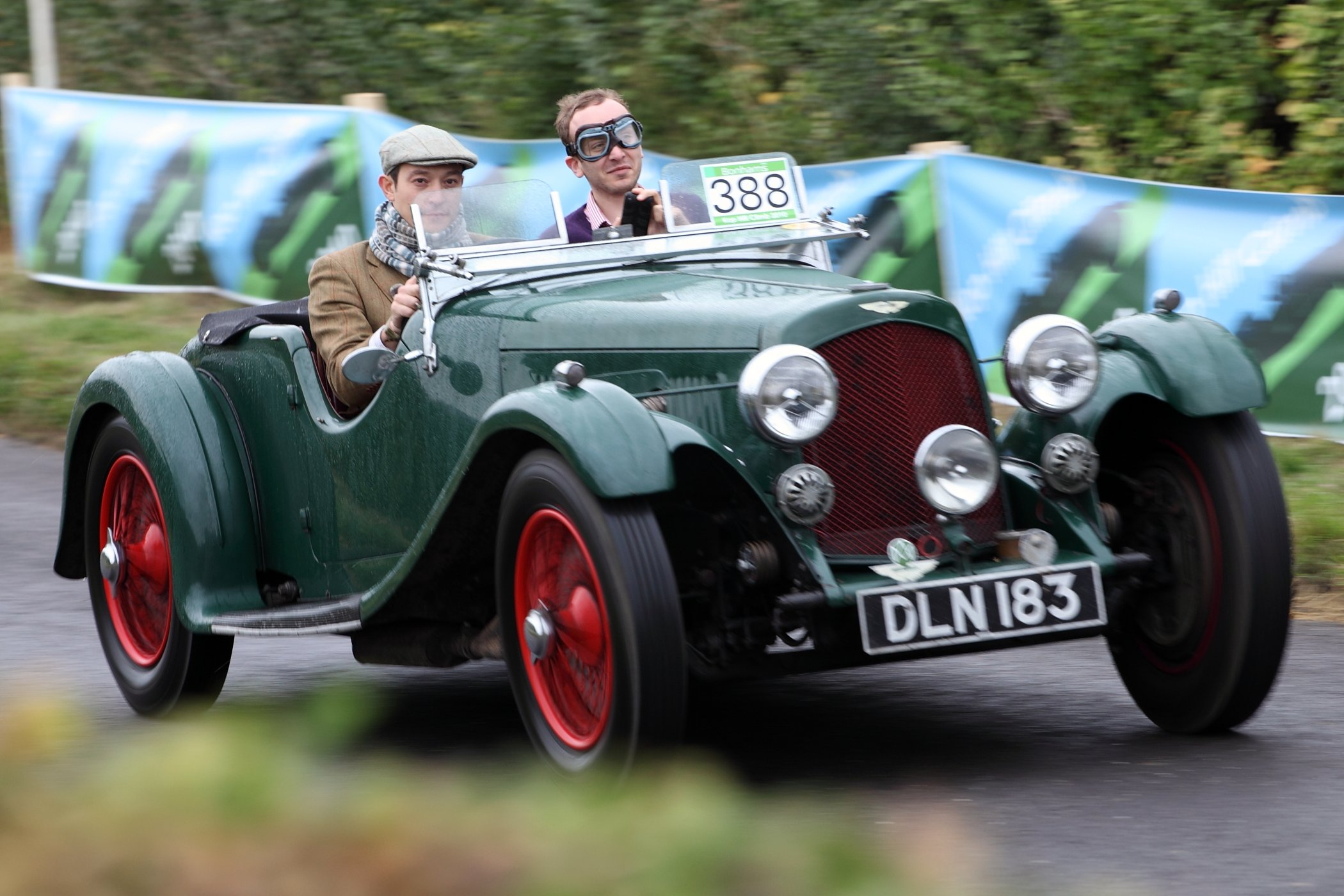
1937 2 لتر مفتوح 2/4-Seater Speed model Kop Hill 2010

غالبًا ما كان أستون مارتن مضطربًا ماليًا. في عام 1972، سدد ديفيد براون جميع ديونه التي قيل إنها 5 جنيهات إسترلينية مليون دولار أو أكثر، وسلمها مقابل 101 جنيه إسترليني إلى شركة التطوير العقاري، وهو اتحاد بنك استثماري مقره برمنغهام يرأسه المحاسب ويليام ويلسون. يمكن قراءة المزيد من التفاصيل حول هذه الفترة في سيرة ويلسون. أدى الركود العالمي ونقص رأس المال العامل وصعوبات تطوير محرك لتلبية متطلبات انبعاثات العادم في كاليفورنيا - أوقف مبيعات الشركة في الولايات المتحدة - مرة أخرى إلى سحب أستون مارتن إلى الحراسة القضائية في نهاية عام 1974. كانت الشركة توظف 460 عاملاً عند إغلاق المصنع.

### 1975-1981: سبراج وكيرتس
باع جهاز الاستقبال الشركة في أبريل 1975 مقابل 1.05 جنيه إسترليني مليون لرجال الأعمال في أمريكا الشمالية بيتر سبراج من ناشيونال سيميكوندكتور، جورج ميندين صاحب فندق تورنتو،  وجيريمي تورنر، رجل أعمال من لندن،  الذي أصر للصحفيين أن أستون مارتن ظلت شركة بريطانية تسيطر عليها. ادعى Sprague لاحقًا أنه وقع في حب المصنع، وليس السيارات، وتفاني القوة العاملة وذكائها. في هذه المرحلة، قام هو وميندين بإحضار المستثمر، آلان كورتيس، مطور عقارات مكاتب بريطانية مع جورج فلاثر، قطب متقاعد من الصلب في شيفيلد.
بعد ستة أشهر، في سبتمبر 1975، أعيد افتتاح المصنع - الذي أُغلق في ديسمبر الماضي - تحت إشراف مالكه الجديد باسم أستون مارتن لاجوندا المحدودة مع 100 موظف وتخطط لرفع عدد العاملين إلى 250 بحلول نهاية عام 1975. في يناير 1976، كشفت AML أنها تحتفظ الآن بطلبات شراء 150 سيارة للولايات المتحدة، و 100 لأسواق أخرى و 80 أخرى من وكالة استيراد يابانية. في معرض جنيف للسيارات، أعلن فريد هارتلي، العضو المنتدب ومدير المبيعات لمدة 13 عامًا قبل ذلك، أنه استقال بسبب «الاختلافات في سياسة التسويق».
دفع المالكون الجدد شركة أستون مارتن إلى تحديث خط إنتاجها، حيث قدموا محرك V8 فانتاج في عام 1977، وسيارة فولانت القابلة للتحويل في عام 1978، وسيارة بولدوج الفريدة التي صممها ويليام تاونز في عام 1980. كما صممت المدن طراز Lagonda الصالون المستقبلي الجديد، بناءً على طراز V8.
كورتيس، الذي يمتلك 42٪ من أسهم أستون مارتن،  أحدث أيضًا تغييرًا في الاتجاه من العملاء المعتادين الذين كانوا متعصبي أستون مارتن (معجبين) إلى رجال أعمال ناجحين متزوجين. تم زيادة الأسعار بنسبة 25٪. كانت هناك تكهنات بأن AML كانت على وشك شراء شركة تصنيع السيارات الإيطالية لامبورغيني. في نهاية السبعينيات، كان هناك جدل واسع حول تشغيل MG في كونسورتيوم أستون مارتن. شكل 85 نوابًا من حزب المحافظين أنفسهم في مجموعة ضغط لإقناع ليلاند البريطاني بالإفراج عن قبضتهم وتسليمها. اشترت CH Industrials plc (مكونات السيارات) حصة 10 ٪ في AML. ولكن في تموز (يوليو) 1980، وبسبب الركود الاقتصادي، خفضت مكافحة غسل الأموال من القوى العاملة لديها من 450 بنسبة تزيد عن 20٪ ، مما جعل هؤلاء الأشخاص زائدين عن الحاجة.

## دي بي 2 - 1950
- أول سيّارة إنتاجية ناجحة من (آستون مارتن) بعد الحرب كانت طراز (دي بي 2). اعتمدت السيارة على مبادئ هندسية من (آستون مارتن) و (لاغوندا) بعد أن اشترى (ديفيد براون) كلا الشركتين عام 1947. فأصبحت السيّارة أوّل سيّارة ناجحة من (ديفيد براون آستون مارتن) وشكّلت مثالاً يحتذى لكثير من السيّارات المميزة التي تلتها.
- بما تحتويه السيارة من ميّزات ومواصفات نادرة، يمكن القول أن (آستون مارتن) تعتبر أفضل سيّارة بريطانية رياضية في عام 1950. كانت السيارة تتمتع بهيكل أنبوبيّ وهيكل خارجيّ مميّز لشخصين من تصميم (فرانك فريلي).
- الإصدارات المخصّصة للإنتاج كانت شديدة الشبه بسيارات السباق التي كانت تتمتّع بمحرّك (لاغوندا) حديديّ مستقيم سداسيّ الاسطوانات بسعة 2.6 لتر بنظام التبريد المائيّ، ويولّد قوة 105 حصان عند سرعة 5,000 دورة في الدقيقة مع ناقل تروس يدوي بأربعة سرعات من نوع (ديفيد براون) ينطلق بالسيارة من صفر إلى 60 ميل/س في 11 ثانية ليصل إلى سرعة قصوى تبلغ 110 ميل/س.

### السبعينيات -- تغيير الملكية
وعلى الرغم من قيمة السيارات المنتجة، كثيرًا ما تعرضت الشركة لضائقات مالية. وفي عام 1972، اشترتها شركة تدعى شركة التطورات المحدودة، مدعومة من قبل اتحاد مقره برمنغهام، وترأسها المحاسب القانوني ومدير الشركة ويليام ويلسون. وبيعت الشركة مرة أخرى في عام 1975 لرجال أعمال من أمريكا الشمالية: بيتر سبراغ وجورج مندن. دفع الملاك الجدد الشركة إلى تحديث خط إنتاجها، من خلال الـV8 Vantage في عام 1977، والـVolante في عام 1978، والـBulldog التي تعتبر الوسيارة الوحيدة التي صممها وليام تاون في عام 1980. كما صمم تاون أيضا اللاجوندا الصالون الجديدة، اعتماداً على نموذج الـV8.
وفي عام 1980، خططت شركة آستون مارتن لشراء الـMG، وهو ما لم يتحقق، والتي استخدامتها كماركة شقيقة، لبناء سيارات رياضية أصغر. ووضعت أفكار لتصميم نموذج جديد، كما كشفت الشركة للصحافة نهجهم لصناعة نموذج الـMGB في عام 1981.
انخفضت مبيعات آستون مارتن في جميع أنحاء العالم لتصل إلى ثلاثة سيارات في الأسبوع، اختار كل من رئيس مجلس الإدارة آلان كورتيس والمساهمين الأمريكي بيتر سبراغ والكندي جورج مندن إغلاق جانب الإنتاج والتركيز على الخدمات والإصلاح. وحضر كورتيس يوم الاستفادة لعام 1980 برعاية بيس ستيرلينغ موس في براندز هاتش، واجتمع مع زميله فيكتور جاونتلت المقيم بفارنهام.

### 1981-1991: فيكتور جاونتليت
اشترت شركة جاونتلت حصة بنسبة 12.5 في المئة من شركة آستون مارتن مقابل £ 500,000 من خلال شركة بترول الكويت العالمية في عام 1980، كما حصلت شركتي تيم هارلى وسي إتش للصناعات على حصة مماثلة. وأنشأت شركتي بيس وسي إتش آي شراكة مناصفة بينهما في بداية عام 1981، وكان جاونتلت رئيساً تنفيذياً للشركة. وقادت شركة جاونتلت فريق المبيعات، وبعد ما قامت به من تطورات ودعاية عندما أصبحت واحدة من أسرع شركات إنتاج السيارات ذات الأربع مقاعد في العالم، أصبحت قادرة على بيع اللاجوندا التابعة لآستون مارتن إلى دول الخليج
العربي، وخاصة سلطنة عمان، والكويت، وقطر.

في عام 1982، حصل أستون مارتن على أمر تعيين ملكي من أمير ويلز.

سيارة أستون مارتن vantage v8 من فلم The Living Daylights

فهم أن الأمر سيستغرق بعض الوقت لتطوير منتجات جديدة من أستون مارتن، وأنشأوا شركة خدمات هندسية تابعة لتطوير منتجات السيارات لشركات أخرى. تقرر استخدام الاسم التجاري لشركة Salmons & Son ، صانع المركبات الخاص بهم، Tickford ، الذي اشتراه أستون مارتن في عام 1955. ارتبط اسم تيكفورد منذ فترة طويلة بعربات وسيارات عالية الجودة باهظة الثمن إلى جانب أسقفها القابلة للطي. تضمنت المنتجات الجديدة قطار مترو تيكفورد أوستن، وسيارة تيكفورد فورد كابري وحتى التصميمات الداخلية لقطار تيكفورد، لا سيما في جاكوار XJS. واصل بيس رعاية أحداث السباقات، وقام الآن برعاية جميع أحداث نادي ملاك أستون مارتن، حيث أخذ سيارة Nimrod Group C بمحرك Tickford المملوكة من قبل رئيس AMOC Viscount Downe ، والتي احتلت المركز الثالث في بطولة المصنعين في عامي 1982 و 1983 كما احتلت المركز السابع في سباق 24 Hours of Le Mans 1982 . ومع ذلك، كانت مبيعات سيارات الإنتاج الآن عند أدنى مستوى لها على الإطلاق حيث تم إنتاج 30 سيارة في عام 1982.
نظرًا لأن التجارة أصبحت أكثر إحكامًا في سوق البترول، وكانت أستون مارتن تتطلب المزيد من الوقت والمال، وافق Gauntlett على بيع Hays / Pace إلى مكتب الاستثمار الكويتي في سبتمبر 1983. نظرًا لأن أستون مارتن تطلب استثمارات أكبر، فقد وافق أيضًا على بيع حصته إلى المستورد الأمريكي وقطب الشحن اليوناني بيتر ليفانوس، الذي استثمر عبر مشروعه المشترك مع نيك وجون بابانيكولاو، ALL Inc. ظل Gauntlett رئيسًا لمجلس إدارة AML ، وكانت 55 ٪ من الحصة مملوكة لشركة ALL ، مع Tickford شركة 50/50 بين ALL و CHI. انتهت العلاقة المضطربة عندما مارست ALL خيارات لشراء حصة أكبر في AML ؛ تم تبادل الأسهم المتبقية لشركة CHI مقابل ملكية CHI الكاملة لـ Tickford ، والتي احتفظت بتطوير مشاريع Aston Martin الحالية. في عام 1984، كانت شركة تيتان للشحن التابعة لشركة بابانيكولاو في مأزق، لذلك اشترى جورج والد ليفانوس، جورج، أسهم بابانيكولاو في شركة ALL ، بينما أصبح Gauntlett مرة أخرى مساهمًا بنسبة 25 ٪ في AML. قيمت الصفقة Aston Martin / AML بـ 2 جنيه إسترليني مليون ، السنة التي صنعت فيها سيارتها رقم 10000.
على الرغم من أنه نتيجة لذلك ، كان على أستون مارتن جعل 60 فردًا من القوى العاملة زائدين عن الحاجة ، اشترت Gauntlett حصة في دار التصميم الإيطالي Zagato ، وأعادت إحياء تعاونها مع أستون مارتن.
وفي عام 1986، قامت جاونتلت بالتفاوض لعودة العميل السري البريطاني الخيالي جيمس بوند لشركة آستون مارتن. واختار كابي بروكلي إعادة إنتاج الشخصية من خلال الممثل تيموثي دالتون، وذلك في محاولة لإعادة العلامة التجارية بوند التي كان يقوم بها الممثل شون كونري. زود جاونتلت بسيارته الخاصة الـVantage في تصوير فيلم "The Living Daylights"، كما باع سيارة Volante لبروكلي كي يستخدمها في منزله في أمريكا. ورفض جاونتلت دور عقيد في الاستخبارات السوفييتية في الفيلم قائلاً: «كنت أحب أن أقوم بالدور ولكني في الحقيقة لا أملك الوقت.» 
وعلى الرغم من أن أمور الشركة تسير على ما يرام، علم جاونتلت أنه بحاجة إلى تمويل اضافي من أجل بقاء الشركة فترة أطول.وفي شهر أيار / مايو 1987، كان جاونتلت والأمير مايكل كنت يقيمين في منزل الكونتيسا ماجي، زوجة المؤسس الأصلي لميل ميغليا، أثناء مشاهدة حدث الانتعاش.بالإضافة إلى ضيافة والتر هايز، نائب رئيس شركة فورد في أوروبا. وعلى الرغم من وجود مشاكل حول الالاستحواذ السابق على سيارات إيه سي، شعر هايز بأهمية تلك الماركة، وأسفرت المناقشات على شراء فورد لحصة في شهر أيلول / سبتمبر 1987. وفي عام 1988، بعد إنتاج حوالي 5,000 سيارة في 20 عامًا، وإنعاش الاقتصاد والمبيعات الناجحة للطبعة المحدودة لـVantage، و52 سيارة كوبيه طراز Volante Zagato مقابل £ 86,000 للسيارة؛ وقامت الشركة أخيرا بإيقاف إنتاج السيارة V8 القديمة، وعرض مجموعة من الـVirage—أول سيارة جديدة تنتجها آستون في 20 عامًا.
وعلى الرغم من أن جاونتلت عليه أن يبقى رئيساً لمجلس الإدارة لمدة عامين وفقا للعقد، قادت مصالحه شركة استون إلى سباقات السيارات الرياضية من جديد في عام 1989، ولم يحقق ذلك نجاحاً كبيراً في أوروبا.ومع التغيرات التي حدثت في قواعد المحرك لموسم 1990، وإطلاق طراز Volante الجديد لشركة آستون مارتن، قدمت شركة فورد محركات كوزوورث لفريق سيارات سباق جاكوار. ولأ، السيارة «الصغيرة لآستون» DB7 تتطلب محركات كبيرة، وافقت شركة فورد على رئاسة إدارة آستون مارتن، وسلم جاونتلت رئاسة الشركة إلى هايز في عام 1991. وفي عام 1992، تم الإعلان عن طراز Vantage، والسنة التالية جددت الشركة طراز DB بإعلان الـDB7.

### 1991-2007: شركة فورد موتور
وضعت فورد أستون مارتن في مجموعة Premier للسيارات، واستثمرت في عمليات تصنيع جديدة وعززت الإنتاج. في عام 1994، افتتحت شركة فورد مصنعاً جديداً في شارع بانبري في بلوكسهام لتصنيع DB7. في عام 1995، أنتجت أستون مارتن 700 سيارة قياسية. حتى عصر فورد ، كانت السيارات تُنتج بالطرق الحرفية في صناعة السيارات ، مثل العجلة الإنجليزية. في عام 1998، تم بناء DB7 رقم 2000، وفي عام 2002، تم تصنيع رقم 6000، متجاوزًا إنتاج جميع طرازات سلسلة DB السابقة. تم تجديد مجموعة DB7 من خلال إضافة طرازات V12 Vantage أكثر قوة في عام 1999، وفي عام 2001، قدمت أستون مارتن الطراز الرائد بمحرك V12 المسمى Vanquish والذي خلف Virage القديمة (التي تسمى الآن V8 Coupé).
في معرض أمريكا الشمالية الدولي للسيارات في ديترويت بولاية ميشيغان في عام 2003، قدمت أستون مارتن سيارة AMV8 فانتاج النموذجية. من المتوقع حدوث تغييرات قليلة قبل طرحها في عام 2005، أعادت فانتاج محرك V8 الكلاسيكي للسماح لشركة أستون مارتن بالمنافسة في سوق أكبر. شهد عام 2003 أيضًا افتتاح مصنع جايدون، وهو أول مصنع مبني لهذا الغرض في تاريخ أستون مارتن. تقع المنشأة على مساحة 22 هكتارًا (55 فدانًا) لقاعدة جوية تابعة لسلاح الجو الملكي البريطاني في قاذفة القنابل الجوية السابقة، 8,000 متر مربع (86,000 قدم2) مبنى أمامي للمكاتب وقاعات الاجتماعات واستقبال العملاء 35,000 متر مربع (380,000 قدم2) مبنى الإنتاج. كما تم تقديم DB9 كوبيه في عام 2003، والتي حلت محل DB7 البالغ من العمر عشر سنوات. تم تقديم نسخة قابلة للتحويل من DB9 ، DB9 Volante ، في معرض ديترويت للسيارات 2004.
في أكتوبر 2004، أنشأت أستون مارتن 12,500 متر مربع (135,000 قدم2) مصنع إنتاج محركات AMEP داخل مصنع Ford Germany Niehl ، كولونيا. مع القدرة على إنتاج ما يصل إلى 5000 محرك سنويًا بواسطة 100 فرد مدرب خصيصًا ، مثل إنتاج محرك أستون مارتن التقليدي من نيوبورت باغنيل ، تم تكليف تجميع كل وحدة بفني واحد من مجموعة مكونة من 30 محركًا ، مع متغيرات V8 و V12 مجمعة في أقل من 20 ساعة. من خلال إعادة إنتاج المحرك إلى داخل أستون مارتن ، كان الوعد أن أستون مارتن ستكون قادرة على إنتاج مجموعات صغيرة من المحركات ذات الأداء العالي. سمحت سعة المحرك الموسعة هذه للسيارة الرياضية V8 Vantage للمبتدئين بدخول الإنتاج في مصنع جايدون في عام 2006، لتنضم إلى DB9 و DB9 Volante.
وفي شهر ديسمبر من عام 2003، أعلن آستون مارتن أنه سيعود إلى سباق السيارات في عام 2005. وتم إنشاء قسم جديد تحت عنوان سباقات آستون مارتن، والذي أصبح مسؤولا عن تصميم وتطوير وإدارة برنامج DBR9، بالاتفاق مع شركة برودريف. وتنافست السيارة DBR9 في فئة جي تي في سباق السيارات الرياضية، بمافي ذلك العالم السباق العالمي الشهير: لومان 24 ساعة.

#### بيع فورد
وفي عام 2006، جعل تصاعد الضغوط المالية، والمراجعة الداخلية للتكاليف والقيمة البيعية للاستثمار شركة فورد تنظر في الانفصال عن أجزاء من مجموعة سيارات بروميير. وبعد اقتراحات لبيع سيارات جاكوار، أو لاند روفر، أو فولفو، كلفت فورد شركة UBS AG لبيع آستون مارتن من خلال مزاد علني. وفي نهاية شهر آب / أغسطس عام 2006، أعلنت شركة فورد أنها ستعدة لبيع كل أو جزء من شركة آستون مارتن. وقال بيل فورد: «كجزء من وجهتنا الإستراتيجية، تأكدنا أن آستون مارتن قد تكون فرصة جذابة لزيادة رأس المال وتوليد القيمة».
وأغلقت الجولة الأولى من المزاد العلني في الثلاثين من شهر نوفمبر عام 2006. وكان أحد الناجين الأربعة الملياردير السوري سيمون حلبي،  بالإضافة إلى الأسترالي جيمس باكر، ثاني أغنى رجل في أستراليا. ونشرت جريدة السيارات الألمانية Autobild في الثاني من شهر فبراير عام 2007 أن مجموعة LVMH قد اشترت الشركة مقابل مبلغ لم يكشف عنه. ونقلت الصحيفة ذلك عن «مصادر مطلعة مجهولة».كما ذكرت مجلة أوتوكار في وقت لاحق أن شركة LVMH قد نفت الخبر ووصفته بأنه «هراء».

### 2007 -- بداية عهد جديد
وفي الثاني عشر من شهر آذار / مارس 2007، اشترى تحالف بقيادة رئيس مجلس إدارة شركة برودرايف، ديفيد ريتشاردز آستون مارتن مقابل 475 مليون جنيه إسترليني، وهو ما يعادل 848 مليون دولار أمريكي.ولم يكن لشركة برودرايف أي مشاركة مالية في الصفقة. وستبقي شركة فورد على حصة في الشركة (تبلغ قيمتها 40 مليون جنيه استرليني / 70 مليون دولار أمريكي). كما يضم التحالف أيضا جون سيندرز، وهو من هواة تجميع سيارات آستون مارتن؛ بالإضافة إلى شركتين استثمار كويتيين، دار الاستثمار وأديم للاستثمار.
وفي التاسع عشر من شهر يوليو الماضي عام 2007، تم إنتاج سيارة Vanquish S في مصنع نيوبورت باغنيلل. وتم صناعة ما يقرب من 13,000 سيارة منذ عام 1955. ويتركز كل الإنتاج في جايدون، على الرغم من أن المباني القديمة تيكفورد ستريت ظلت في ملكية آستون مارتن من خلال قسم الخدمات وإعادة التصنيع.
ساعدت آستون مارتن في زيادة جاذبيتها في جميع أنحاء العالم من خلال المزيد من المتعاملين في أوروبا، فضلا عن فروع في الصين ببكين وشانغهاي لأول مرة في تاريخ الشركة منذ 93 سنة. وأدي ذلك إلى زيادة برنامج الشركة حيث وصل عدد المتعاملين إلى 120 متعامل في 28 بلد.
وفي الأول من شهر أيلول / سبتمبر 2008، أعلن آستون مارتن إحياء ماركة لاجوندا. وثمة مفهوم جديد سيتم عرضها في عام 2009، التي ستتزامن مع مئوية العلامة التجارية. وسيأتي الإنتاج الأول للسيارات في عام 2012.
وفي شهر ديسمبر عام 2008، أعلنت شركة آستون مارتن أنها ستخفض قوتها العاملة البالغة 1850 عامل بمعدل 600 فرد.

### 2009 -- العودة إلى لومان
في شهر يناير عام 2009، أعلنت الشركة أنها ستدخل سباق لومان لعام 2009 كفريق واحد من المصانع من خلال قسم الـLMP1 المرموق. وبعد المنافسة طوال موسم عام 2008 من خلال سيارة كوبيه Lola B08/60 LMP1 تحت لافتة سباق شاروز، سوف تستخدم آستون مارتن تصميم سيارة Lola B08/60 LMP1 معدلة بشكل طفيف لبرامجها. ودخلت ثلاث سيارات آستون مارتين من طراز Lola في سباق لومان عام 2009. أكدت شركة آستون مارتن على أنها رعت اثنين فقط.وستنافس آستون مارتن أيضا في سلسلة لومان من خلال سيارات Lola-Aston Martin LMP، والذي سيبدأ في مدينة برشلونة في مطلع شهر نيسان/أبريل. تعرض البرنامج لبداية مؤسفة في مرحلة ما قبل موسم بول ريكارد أثناء اختبار الثامن من شهر مارس، عندما دمر توماس إنجي سيارة 007 في حادث. وبالتالي، قامت شركة سباقات آستون مارتن لاحقا باستلام سيارة جديدة من طراز لولا لتحل محل الهيكل القديم.
أوضح بالمر أن الشركة تخطط لتطوير منصتين جديدتين ، وإضافة سيارة كروس أوفر ، وتحديث تشكيلة سياراتها الخارقة ، والاستفادة من تحالفها التكنولوجي مع دايملر كجزء من خطتها التي تبلغ ست سنوات لجعل العلامة التجارية البريطانية التي يبلغ عمرها 100 عام مربحة باستمرار. قال: «في القرن الأول أفلسنا سبع مرات. يتعلق القرن الثاني بالتأكد من أن الأمر ليس كذلك». استعدادًا للجيل التالي من السيارات الرياضية ، استثمرت الشركة 20 مليون جنيه إسترليني (33.4 مليون دولار) لتوسيع مصنعها في جايدون. تشمل التوسعة في مصنع جايدون هيكلًا جديدًا ومنشأة بناء تجريبية ، بالإضافة إلى امتداد للأجزاء ومنطقة تخزين الخدمات اللوجستية ، ومكاتب جديدة. في المجموع ، ستضيف أستون مارتن 10000 متر مربع (107.639 قدم مربع) إلى المصنع.
في عام 2014، عانت أستون مارتن من خسارة 72 جنيهًا إسترلينيًا قبل خصم الضرائب مليون ، أي ما يقرب من ثلاثة أضعاف المبلغ الذي تم بيعه في 2013 بـ 3500 سيارة خلال العام ، وهو أقل بكثير من 7.300 سيارة تم بيعها في عام 2007 و 4200 سيارة تم بيعها في عام 2013 على التوالي. في مارس 2014، أصدرت أستون مارتن سندات «دفع عيني» بقيمة 165 دولارًا أمريكيًا مليون جنيه بفائدة 10.25٪ إضافة إلى 304 جنيه إسترليني مليون من السندات المضمونة الرئيسية بنسبة 9.25٪ صادرة في عام 2011. كان على أستون مارتن أيضًا تأمين استثمار إضافي قدره 200 جنيه إسترليني مليون من مساهميها لتمويل تطوير نماذج جديدة. أفيد أن خسائر أستون مارتن قبل الضرائب لعام 2016 زادت بنسبة 27٪ لتصل إلى 162.8 جنيه إسترليني مليون ، السنة السادسة التي استمرت فيها الخسارة.
في عام 2016، اختارت الشركة سانت أثان بجنوب ويلز كموقع لمصنعها الجديد. تم اختيار المنشأة الويلزية بالإجماع من قبل مجلس إدارة أستون على الرغم من المنافسة الشرسة من مواقع أخرى بعيدة مثل الأمريكتين وأوروبا الشرقية والشرق الأوسط وأوروبا ، بالإضافة إلى موقعين آخرين في المملكة المتحدة ، يعتقد أنهما بريدجند وبرمنغهام. تضمنت المنشأة ثلاثة «حظائر عملاقة» موجودة في MOD St Athan. بدأت أعمال البناء في تحويل حظائر الطائرات في عام 2017. عادت أستون مارتن إلى الربح في عام 2017 بعد بيع أكثر من 5000 سيارة. حققت الشركة ربحًا قبل الضريبة قدره 87 جنيهًا إسترلينيًا مليون مقابل 163 جنيهًا إسترلينيًا مليون خسارة في عام 2016. شهد عام 2017 أيضًا عودة إنتاج منشأة نيوبورت باغنيل بعد عشر سنوات من توقفها في الأصل.

### 2013 إلى الوقت الحاضر: شراكة مع دايملر
في عام 2013، وقعت أستون مارتن صفقة مع شركة دايملر، التي تمتلك حصة 5٪ في آستون مارتن، لتزويد الجيل القادم من سيارات آستون مارتن بمحركات مرسيدس أيه أم جي. كما كانت مرسيدس أيه أم جي تزود أستون مارتن بالأنظمة الكهربائية. تهدف هذه الشراكة التقنية إلى دعم إطلاق أستون مارتن لجيل جديد من الطرز التي من شأنها أن تدمج التكنولوجيا والمحركات الجديدة. كان الطراز الأول الذي يستخدم تقنية مرسيدس-بنز هو DB11 ، الذي تم الإعلان عنه في معرض جنيف للسيارات 2016 والذي يحتوي أيضًا على إلكترونيات مرسيدس-بنز للترفيه والملاحة وأنظمة أخرى. تم استخدام محرك V8 Vantage 2018 ، الذي تم الكشف عنه في أواخر عام 2017، بمحرك V8 مزدوج الشاحن التوربيني من مرسيدس-بنز وأنظمة المعلومات والترفيه. ستزيد مرسيدس حصتها «على مراحل» من 5٪ إلى 20٪.

### 2018 إلى الوقت الحاضر: مُدرج في بورصة لندن
بعد «إتمام التحول للشركة التي كانت تتكبد خسائر بشكل دائم والتي يمكن أن تقدر الآن بما يصل إلى 5 مليار جنيه استرليني (6.4 دولار مليار)،»  والإبلاغ الآن عن ربح عام كامل قبل الضرائب قدره 87 جنيهًا إسترلينيًا مليون (مقارنة بـ 163 جنيه إسترليني مليون خسارة في عام 2016) أعلنت أستون مارتن في أغسطس 2018 عن خطط لتعويم الشركة في بورصة لندن باسم أستون مارتن لاجوندا جلوبال هولدنجز بي إل سي. كانت الشركة موضوع طرح عام أولي في بورصة لندن في 3 أكتوبر 2018. في يونيو 2019، افتتحت أستون مارتن مصنعها الجديد الذي تبلغ مساحته 36 هكتارًا (90 فدانًا) في سانت أثان لإنتاج أول سيارة دفع رباعي على الإطلاق ، DBX ، وطرازين جديدين تحت علامة Lagonda marque. اكتمل المصنع أخيرًا وافتتح رسميًا في 6 ديسمبر 2019. عندما يبدأ الإنتاج الكامل في الربع الثاني من عام 2020، سيتم توظيف حوالي 600 شخص في المصنع ، سيرتفع إلى 750 عند الوصول إلى ذروة الإنتاج.
في 31 يناير 2020، أُعلن أن الملياردير الكندي والمستثمر لورانس سترول كان يقود اتحادًا سيدفع 182 جنيهًا إسترلينيًا مليون مقابل حصة 25٪ في الشركة. تشمل إعادة الهيكلة 318 جنيهًا إسترلينيًا ضخ مبلغ نقدي من خلال إصدار حقوق جديد ، مما أدى إلى توليد إجمالي 500 جنيه إسترليني مليون للشركة. كما سيتم تعيين Stroll كرئيس ، لتحل محل Penny Hughes. انضم قطب الأدوية السويسري إرنستو بيرتاريلي ومدير فريق مرسيدس AMG بتروناس موتورسبورت والرئيس التنفيذي توتو وولف إلى الكونسورتيوم ، حيث استحوذوا على 3.4٪ و 4.8٪ على التوالي. في 26 مايو 2020، أعلنت أستون مارتن أن آندي بالمر استقال من منصب الرئيس التنفيذي. سوف يخلفه توبياس مورس من مرسيدس- AMG اعتبارًا من 1 أغسطس ، مع كيث ستانتون كرئيس تنفيذي مؤقت للعمليات. في يونيو 2020، أعلنت الشركة أنها استغنت عن 500 وظيفة نتيجة لضعف المبيعات ، نتيجة الإغلاق الوبائي لـ COVID-19.

### أحداث بارزة
في أغسطس 2017، تم بيع سيارة Aston Martin DBR1 / 1 لعام 1956 في مزاد Sotheby's في شاطئ Pebble ، كاليفورنيا Concours d'Elegance مقابل 22,550,000 دولار أمريكي ، مما جعلها أغلى سيارة بريطانية تم بيعها في مزاد ، وفقًا لـ Sotheby's. كان يقود السيارة في السابق كارول شيلبي وستيرلنغ موس.

## آستون مارتين في الأفلام والثقافة
- قادت شخصية تيبي هيدرن في عام 1963، في فيلم لألفريد هيتشكوك بعنوان «العصافير» سيارة آستون مارتن من طراز DB2/4 كوبيه مكشوفة فضية اللون.[99]
- منح الكاتب ايان فليمينغ بطله جيمس بوند سيارة DB III في الرواية السابعة «الأصبع الذهبي» Goldfinger. وهناك ارتباط وثيق بين 007 وبين تلك الماركة على الشاشة من خلال السيارة DB5 الفضية التي ظهرت في فيلم «الاصبع الذهبي» (1964) و«الرعد» (1965). فقد كانت سيارة جيمس بوند المفضلة، وفي فيلم «العين الذهبية» (1995)، و«غدا لن يموت» (1997) أصبحت سيارته الخاصة على ما يبدو. وفي فيلم «الخدمة العسكرية لصاحبة الجلالة» (1969)، ظهرت سيارة معدنية خضراء من طراز DBS في بداية ونهاية الفيلم. وبعد توقف لاستخدام سيارة اللوتس، عاد استخدام سيارات آستون مارتين مرة أخرى: ظهرت سيارتين رمادياتين من طراز V8 Volante وVantage في فيلم «النهار الحي» (1987).وبعد استخدام بي ام دبليو في أفلام عدة، ظهرت السيارة Vanquish في فيلم «مت في اليوم الآخر» (2002). وفي فيلم «كازينو رويال» (2006)، قاد جيمس بوند كل من السيارة DB5 الكلاسيكية التي أصبحت سيارته الشخصية بعد الفوز في لعبة البوكر، والسيارة DBS الجديدة التي أصبحت سيارة عمله الجديد في فيلم «كم من العزاء» (عرض في دور السينما في 31 أكتوبر 2008).
- قادت شخصية مايكل كاين سيارة فضية من طراز DB4 في النسخة الأصلية من فيلم «المهمة الإيطالية» عام 1969.
- وقاد السير روجر سيارة صفراء من طراز Aston Martin DBS في المسلسل التلفزيوني «المقنعون» عام 1971.وكان من المفترض استخدام سيارة DBS V8 في هذا المسلسل، ولكن لم يكن هناك أي سيارة V8 جاهزة، ولذلك تم تطوير سيارة DBS سداسية الاسطوانات لتبدو وكأنها سيارة V8 لاستخدامها في العرض.
- وتم التصويت على أن آستون مارتن هي أروع علامة تجارية في المملكة المتحدة لعام 2007/08 و2008/09 وفقا للاستفتاء السنوي للماركات الرائعة.نتائج التقرير التلغرافي لاستفتاء 2008/09.  تقرير البي بي سي حول نتائج الاستفتاء 2007/08.

## الطرازات

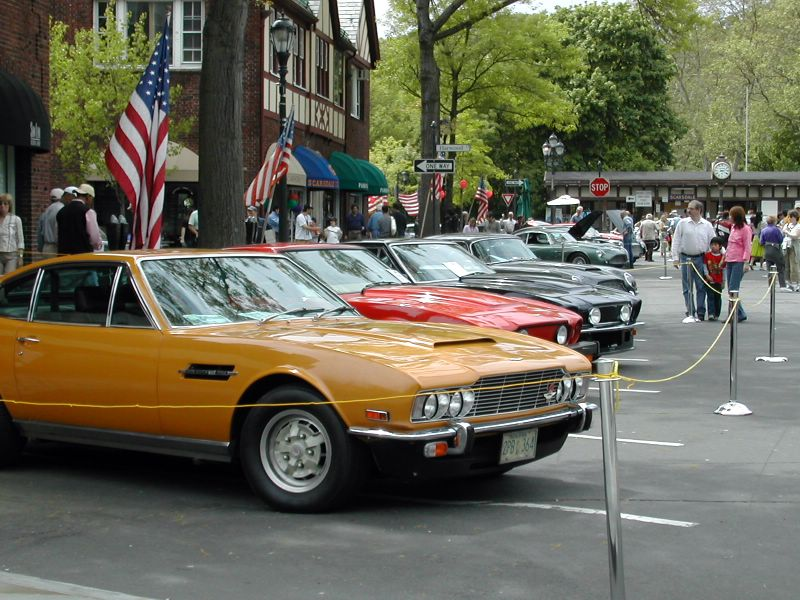
1967–1989 DBS and later V8s
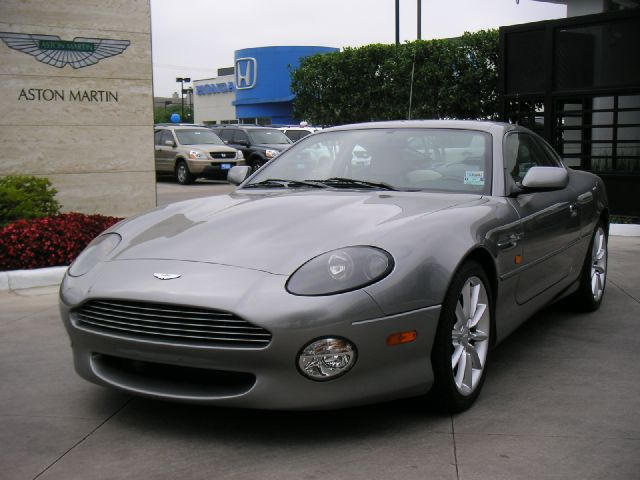
2001 آستون مارتن DB7/DB7 Vantage
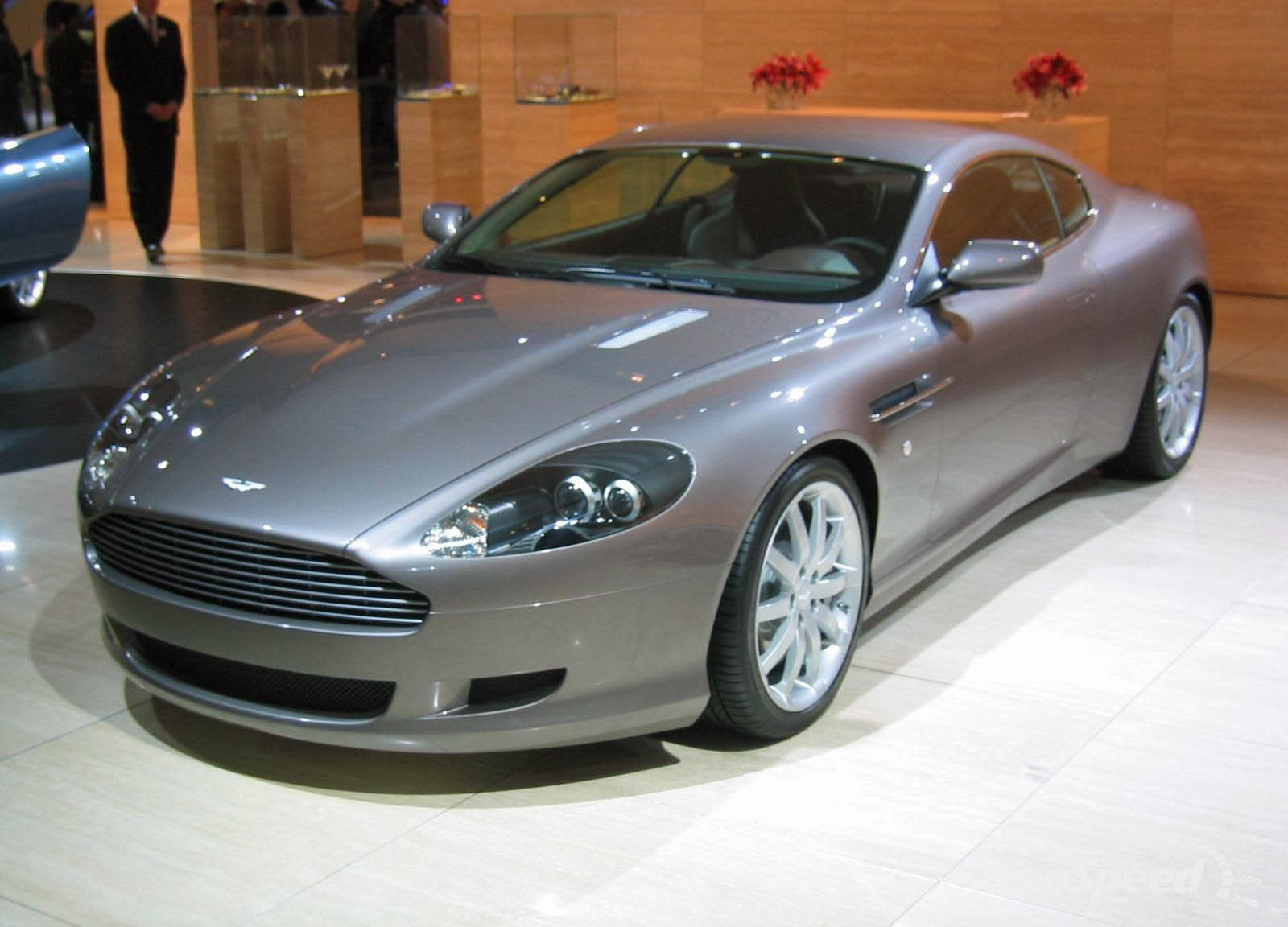
2004 آستون مارتن DB9 coupé
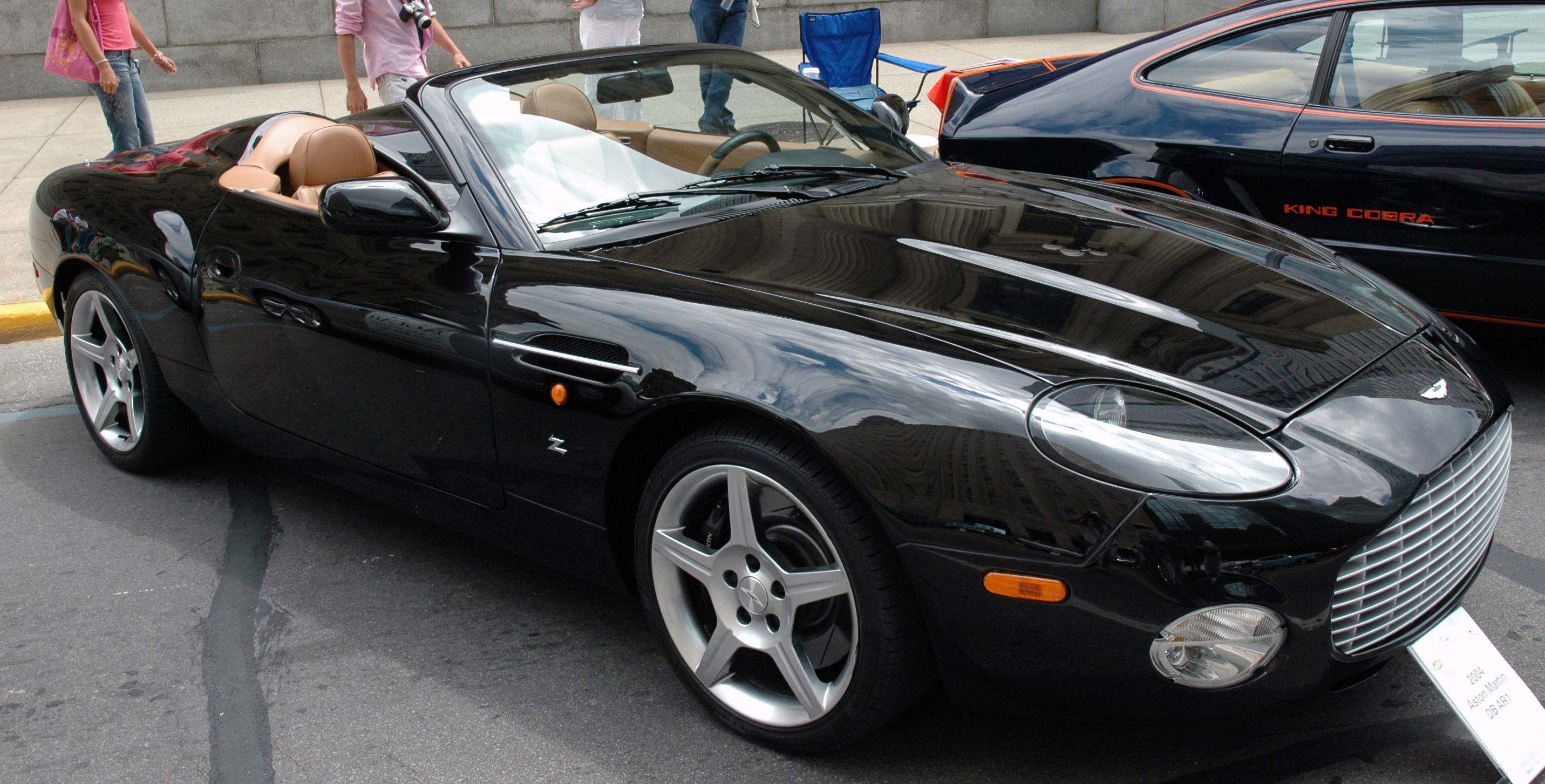
DB AR1 roadster
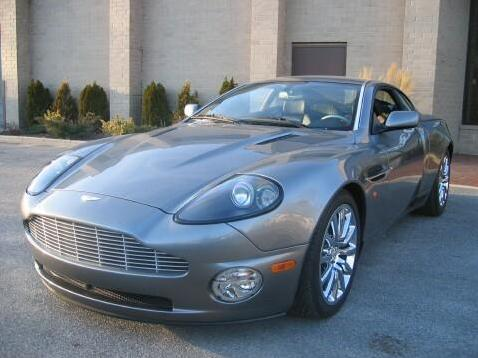
آستون مارتن V12 Vanquish
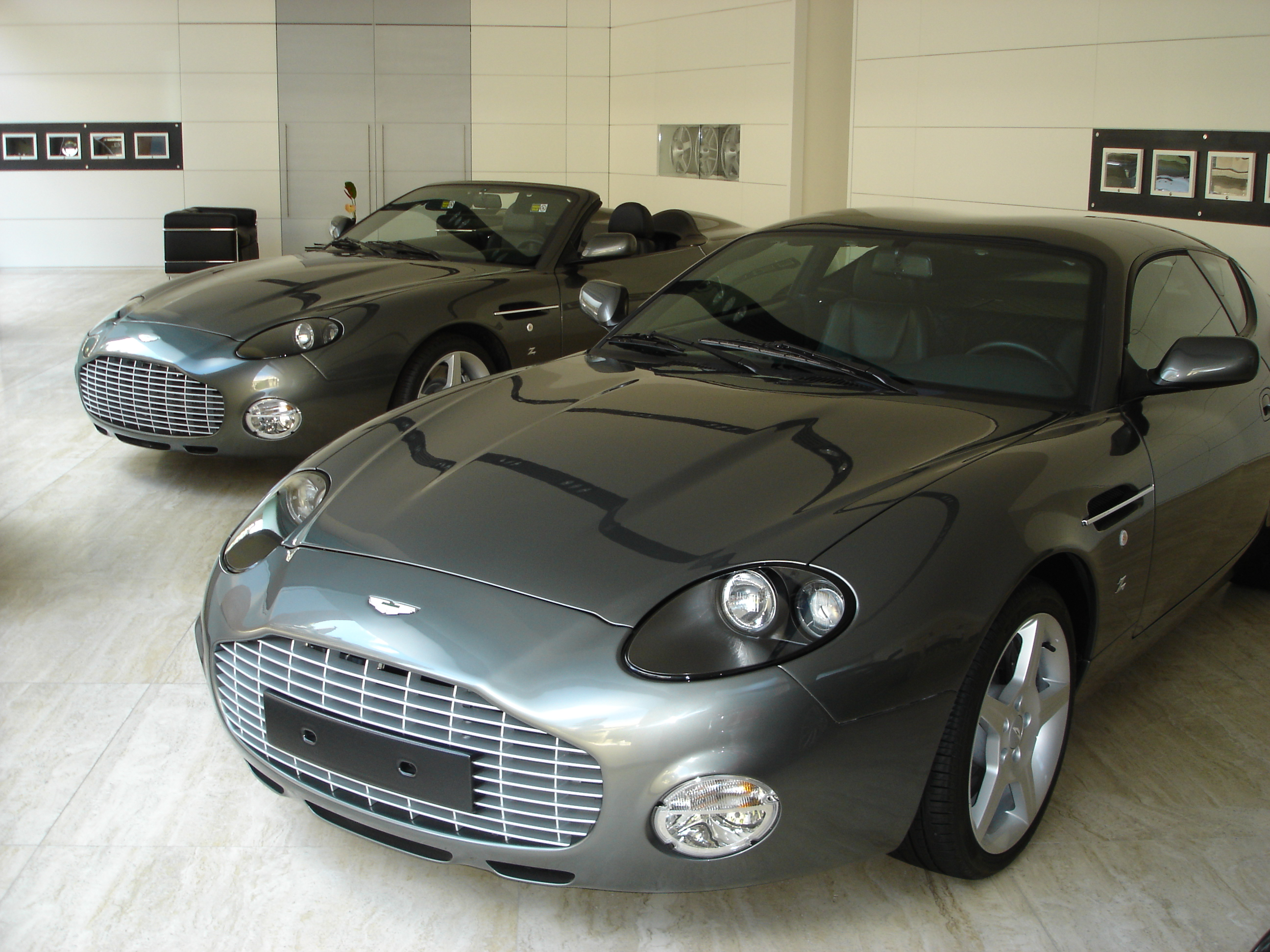
2003 DB7 Zagato (coupé) and DB AR1 (roadster)
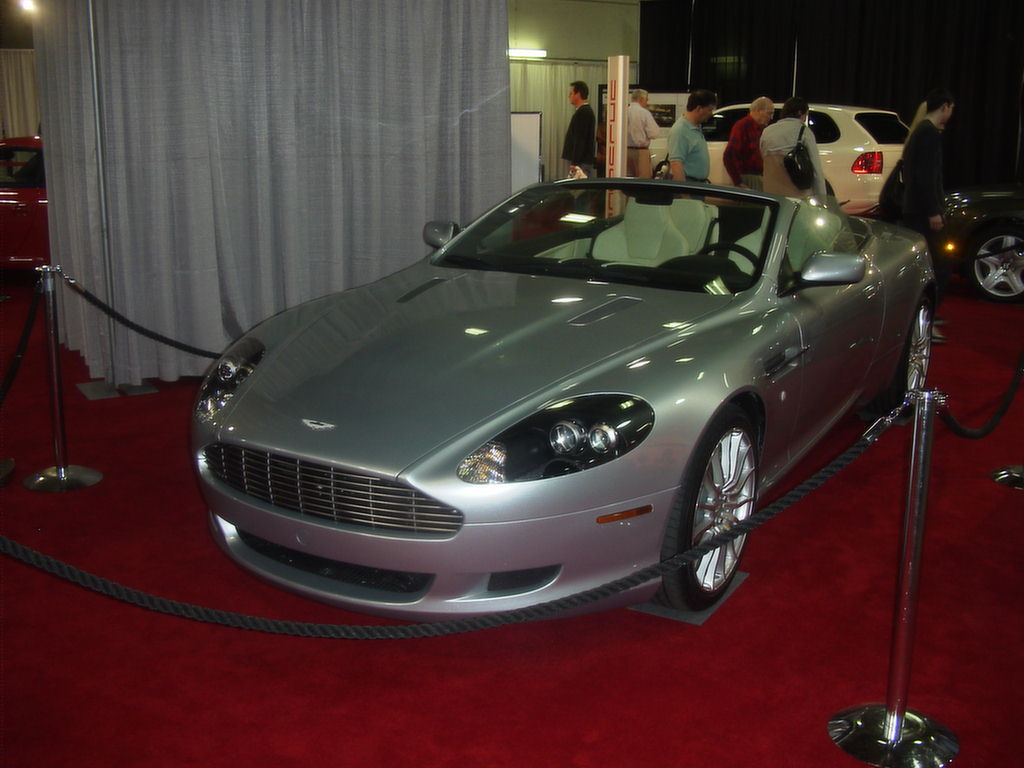
2006 آستن مارتن (مكشوفة) DB9 Volante
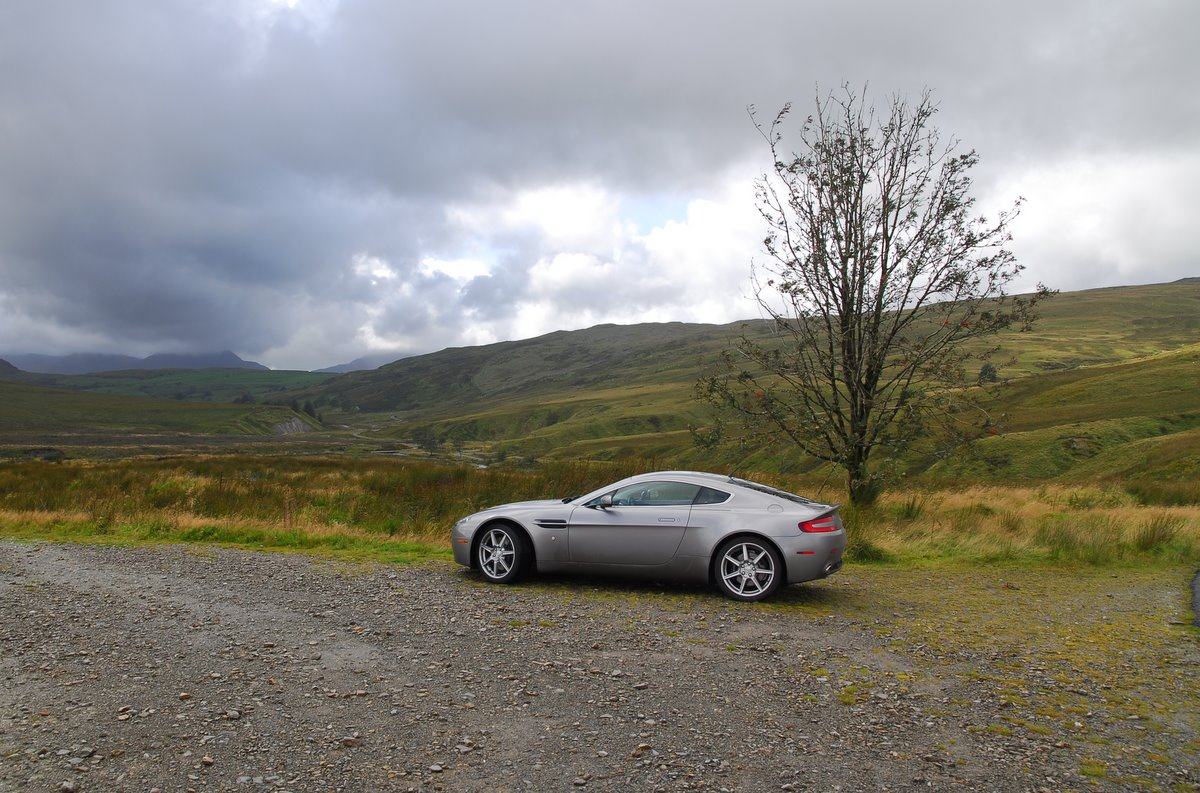
2007 V8 Vantage

وقد يبدو تسمية آستون مارتن مربكا.وبصفة عامة، استخدمت نماذج عالية الأداء اسم Vantage، في حين تسمي السيارات المكشوفة بالـVolante.وتعد سلسلة V8 وV12 Vantage الحالية استثناءً لذلك، حيث أنها مجموعة تعتمد على نفسها بدلا من أن تكون نسخة عالية الأداء لسيارة أخرى.

### سيارات ما قبل الحرب
- 1921-1925 آستون مارتن ستاندرد الرياضية
- 1927-1932 آستون مارتن السلسلة الأولى
- 1929-1932 آستون مارتن الدولية
- 1932-1932 آستون مارتن الدولية لومان
- 1932-1934 آستون مارتن لومان
- 1933-1934 آستون مارتن 12/50 قياسي
- 1934-1936 آستون مارتن Mk II
- 1934-1936 آستون مارتن أولستر
- 1936-1938 آستون مارتن 2 litre Speed
- 1937-1939 آستون مارتن 15/98
- 1939-1939 آستون مارتن 2 لتر طراز سي

### سيارات ما بعد الحرب وسيارات جي تي الرياضية
- 1948-1950 آستون مارتن 2 لتر الرياضية (DB1)
- 1950-1953 آستون مارتن DB2
- 1953-1957 آستون مارتن DB2 / 4
- 1957-1959 آستون مارتن DB Mark III
- 1958-1963 آستون مارتن DB4
- 1961-1963 آستون مارتن DB4DB4 GT Zagato
- 1963-1965 آستون مارتن DB5
- 1965-1969 آستون مارتن DB6
- 1967-1972 آستون مارتن DBS
- 1969-1989 آستون مارتن V8
- 1977-1989 آستون مارتن V8 Vantage
- 1986-1990 آستون مارتن V8 Zagato
- 1989-2000 آستون مارتن Virage
- 1989-1996 آستون مارتن Virage/Virage Volante
- 1993-2000 آستون مارتن Vantage
- 1996-2000 آستون مارتن V8 Coupe/V8 Volante
- 1993-2003 آستون مارتن فإنتاج DB7/DB7 Vantage
- 2002-2004 آستون مارتن DB AR1
- 2001-2007 آستون مارتن V12 Vanquish
- 2004-2007 آستون مارتن V12 Vanquish S
- 2004 -- آستون مارتن DB9
- 2005—وآستون مارتن V8 and V12 Vantage
- 2007—آستون مارتن DBS V12
- 2009—آستون مارتن One-77

### موديلات أخرى
- 1944 آستون مارتن أتوم (مفهوم)
- 1961-1964 لاجوندا رابيد
- 1976-1989 آستون مارتن لاجوندا
- 1980 آستون مارتن بلدنغ (مفهوم)
- 1993 لاجوندا فيجنال (مفهوم)
- 2008 -- آستون مارتن رابيد
- 2007 آستون مارتن فإنتاج V12 Vantage RS (مفهوم)
- 2008 آستون مارتن Vanquish S

## طراز واحد-77
- تستخدم السيارة حوضاً هيكلياً من ألياف الكربون إلى جانب الهيكل الخارجي المصنوع من الألومنيوم. قامت شركة (كوزورث) بتعديل محرّك (دي بي 9) وزادت من حجمه ليصبح بسعة 7.3 لتر. كما صنعت رؤوس اسطوانات جديدة لتحسّن من قوّة التدفّق، وبالنتيجة أصبحت (آستون مارتن) تحتوي على أقوى محرّك تلقائي التزوّد بالهواء في العالم. فقد أثبت محرّك (V12) قدرته على توليد قوة 750 حصان وعزم دوران يبلغ 750 نيوتن/متر.
- تتمتع (آستون مارتن واحد-77) بمكابح من الكربون والسيراميك وبعجلات (كورسا) وبلغ سعرها 1,200,000 باوند، كما تتمتّع بقدرة على التسارع من 0 إلى 60 ميل/س في أقل من 3.4 ثانية وبسرعة قصوى تزيد على 200 ميل/س. في الحقيقة أصبحت (واحد – 77) أسرع سيّارة (آستون مارتن) على الإطلاق عندما وصلت إلى سرعة 220 ميل/س .
- V8 Vantage, V8 Vantage Roadster & V12 Vantage RS
- آستون مارتن DB9 & DB9 Volante
- آستون مارتن DBS V12
- استون مارتن رابيد S 2014 : تُعتبر آستون مارتن رابيد سيارة صالون رياضية، وقد كشفت الشركة البريطانية النقاب عن النسخة الإنتاجية منها في معرض فرانكفورت الدولي للسيارات عام 2009. وفي عام 2013 خضعت السيارة لعملية تعديل تصميمية وزوّدت بمحرك أقوى وأصبحت السيارة تحمل اسم رابيد S. تتمتع آستون مارتن رابيد S بمنظر جديد وبفخامة واضحة، فمع احتفاظها بنفس أناقة الطراز السابق وأبعاده المتناسقة زُوّدت السيارة بشبك أمامي ضخم من الألومنيوم يغطي معظم الواجهة الأمامية، كما أعيد تصميم الصادم الأمامي العريض ليمنحها حضوراً قوياً. ويمكن اختيار حزمة ألياف الكربون التي تشتمل على لمسات تزيينية من ألياف الكربون في موزّع الهواء الأمامي والخلفي وأغطية المرايا الجانبية والأضواء الخلفية لتشير بوضوح إلى قدرات هذه المركبة وهويتها الرياضية. وبالإضافة إلى الأناقة والجمال التي تعززها لمسات الكروم على فتحة التهوية الجانبية وحول النوافذ، صُمّمت آستون مارتن رابيد لتقدم أداء ديناميكياً، مع انحناءات انسيابية على الجوانب تعزّز من الديناميكية الهوائية، وخط سقف منحن ينحدر في الخلف ليندمج مع الزجاج الخلفي. كما زُوّدت رابيد S بأبواب «جناح البجعة» التي تفتح بشكل مائل إلى الأعلى لتزيد من جمالية المركبة وتضفي عليها لمسة أنيقة من نوع خاص. وفي الخلف تحمل حافة الصندوق الخلفي جناح رياضياً بارزاً يُساهم في تثبيت المركبة عند السرعات العالية، ويحمل خطاً رفيعاً من أضواء التوقف، أسفل منه خط أنيق من الكروم يفصله عن الأضواء الخلفية المصممة على شكل حرف C والتي أصبحت علامة مميزة في سيارات آستون مارتن الحديثة. كما يحتوي الصادم الخلفي على أنبوي عادم على طرفيه بينهما موزّع هواء من أجل ديناميكية هوائية أفضل. وتجمع مقصورة آستون مارتن رابيد S بين المواصفات العملية والفخامة حيث تحتوي المقصورة على أربعة مقاعد جلدية كهربائية مع ذاكرة إلكترونية؛ ويمكن لشخصين بالغين الجلوس في المقاعد الخلفية بكل راحة ويفصل بينهما كونسول وسطي في الخلف يشتمل على حاملات أكواب، كما يمكن طيّ المقعدين الخلفيّين بمجرد ضغطة على أحد الأزرار لتزيد سعة تحميل رابيد S بمقدار ثلاثة أضعاف.

وتوفر المقصورة الداخلية للركاب بيئة أنيقة تتمتع بأعلى درجات الرقي والفخامة. حيث تتميز معظم مكونات التصميم الداخلي بأنها مصنوعة يدوياً، مثل الفرش الجلدي الفاخر، وخشب (بيانو) المصقول والذي استخدمته شركة آستون مارتن لتغطية الأسطح المختلفة. كما يظهر تميز رابيد S من خلال أزرار اختيار التروس الزجاجية في الكونسول الوسطي.
وبالإضافة إلى الأزرار الموجودة على عجلة القيادة الجلدية متعدّدة الاستعمالات، يحتوي الكونسول الوسطي على أزرار للتحكّم بنظام الملاحة والنظام الصوتي الراقي من نوع Bang & Olufsen، والذي يشتمل على وصلات USB ووصلات لأجهزة آيبود مع تقنية بلوتوث
- استون مارتن V12 فانتيج S 2014 : كشفت شركة آستون مارتن النقاب عن طراز V12 فانتيج S في شهر 5 من عام 2013، ليكون بديلاً عن طراز V12 فانتيج العادي. وبالإضافة إلى التعديلات والتحديثات التي أُجريت على الطراز العادي والتي طالت وزن الهيكل والشكل الخارجي والتصميم الداخلي، زُوّد طراز V12 فانتيج S بمحرك V12 جديد بسعة 6 لترات ينطلق بالسيارة إلى سرعة قصوى تبلغ 330 كم/س، ليُصبح ثاني أسرع طراز في شركة آستون مارتن بعد طراز One-77 الخارق. حافظ التصميم الخارجي على الخطوط العريضة التي تميّز طراز آستون مارتن فانتيج ولكن مع بعض اللمسات المثيرة، وتتمثل أبرز التعديلات على الشكل الخارجي في الشبك الأمامي المصنوع من ألياف الكربون والذي يدمج بين جمال التصميم والهندسة المتطورة، ويوفّر تدفّق هواء أفضل للمحرك بينما يمنح الواجهة الأمامية في طراز آستون مارتن V12 فانتيج S منظراً شرساً. كما احتفظ غطاء الصندوق الأمامي بفتحات التهوية الرباعية المغطاة بألياف الكربون من طراز V12 فانتيج السابق، والتي تؤكّد على الهوية الرياضية وتوفر أقصى درجات التبريد لمحرك V12 الجديد كلياً.

من الجنب تبرز الإطارات المعدنية خفيفة الوزن بتصميم جديد مكون من 10 أضلع رفيعة عالية القوة، وتتوفر الإطارات باللون الفضي أو الأسود. كما تحمل الجوانب فتحات تهوية سوداء خلف العجلات الأمامية وتتمتع بنفس الخطوط التصميمية الجانبية البارزة في الطراز السابق مع أقواس عجلات عريضة. ويحيط بالنوافذ إطار أسود اللون، بينما صنعت المرايا الجانبية من ألياف الكربون، كما يمكن اختيار السقف الانسيابي المدمج مع الزجاج الخلفي باللون الأسود أو بلون يتلاءم مع لون هيكل السيارة الخارجي. وتتمتع آستون مارتن V12 فانتيج S من الخلف بجناح رياضي على حافة الصندوق الخلفي يحتوي على خط رفيع من أضواء التوقف، أسفله الأضواء الخلفية الأفقية المزدوجة على الجانبين والتي يشتمل تصميمها على مادة ألياف الكربون. كما يتمتع الصادم الخلفي بتصميم مميز ويشتمل على فتحتي عادم دائريتين على جانبيه، ويمكن اختياره – كالسقف – باللون الأسود.
وكما هو الحال في الشكل الخارجي، يعكس التصميم الداخلي قوة آستون مارتن V12 فانتيج S، وهو ما يظهر من خلال تصميم المقاعد الرياضية الجديدة ذات الوزن الخفيف والمغطاة بالجلد، بالإضافة إلى استخدام ألياف الكربون لتزين الواجهة الأمامية والأبواب من الداخل. ويحتوي الكونسول الوسطي في طراز آستون مارتن V12 فانتيج S على وحدة تحكّم زجاجية لتشغيل المحرك، كما يضم نظام صوتياً خاصاً بسيارات آستون مارتن يضمّ مشغل أقراص مدمجة ويشتمل على تقنية بلوتوث لإجراء المكالمات دون استخدام الأيدي، بالإضافة إلى نظام ملاحة متطور باستخدام الأقمار الصناعية
واحتلت استون مارتن فانتيج اس المركز الـ 14 ضمن قائمة أسرع سيارات في العالم لعام 2014/2015.
- سيغنيت، اعتماداً على تويوتا iQ.
- استون مارتن V12 فانتيج رودستر 2013 : كشفت شركة استون مارتن البريطانية النقاب عن نسختها الخارقة الجديدة في 12 فانتيج رودستر 2013، حيث أكدت هذه النسخة شغف استون مارتن بالمحركات العملاقة المكونة من 12 اسطوانة على شكل حرف V، والتي تنبض بالحيوية والنشاط. يظهر طراز استون مارتن V12 فانتيج رودستر بمظهر رياضي جذاب، وقد صُنع باستخدام قاعدة عجلات طراز V8 فانتيج ذي الحجم الصغير نسبياً، مقارنة ببقية طرازات استون مارتن.

وحافظت مقدمة V12 فانتيج رودستر الأمامية العصرية على الأضواء البيضاوية التي تعمل بتقنيتيّ زينون وLED عاليتيّ الأداء، مع صادم رياضي بسيط يحتوي على حساسات استشعار في فتحة الهواء السوداء العريضة، تسمح للهواء بالمرور بشكل أكبر لتبريد المحرك الجبار، مع أربع فتحات هوائية في وسطه بلون مشابه للون المقصورة الداخلية والمرايا الجانبية. أما في الخلف فقد احتفظت استون مارتن V12 فانتيج بالصادم العريض الذي يحتوي على مخارج عوادم دائرية رياضية بجانب فتحات الهواء الكبيرة، وعلى الأضواء عالية الأداء، بالإضافة إلى ضوء تنبيه عند التوقف، يتوسط الجناح النافر المدمج بصندوق الامتعة. وتقف V12 فانتيج رودستر على إطارات قياس 19انش مزودة بعجلات بيرللي الرياضية، التي تتميّز بالثبات عند الانعطاف وعند السير بسرعات عالية. تتالق استون مارتن V12 فانتيج رودستر بمقصورة داخلية جميلة، حيث زُودت بمقابض أبواب مصنوعة من ألياف الكربون لتعزيز الطابع الرياضي، ومقاعد رياضية مريحة مغطاة بالجلد الفاخر المطرز بخيوط ذات لون مشابه للون السيارة الخارجي (أو حسب الطلب) لمزيد من الأناقة.
وتتمتع المقاعد بميزة التدفئة الآلية، وإمكانية تعديل وضعيّاتها عن طريق الأزرار الموجودة بجانب الكونسول الوسطي، الذي أصبح علامة مميزة في طرازات استون مارتن الرياضية، حيث حافظ على شكله وعلى الخصائص التي يحتويها مثل شاشة العرض الواضحة التي تُطوى إلى الداخل، والتي تعرض المعلومات الملاحية عن طريق نظام متطور ومزود بقرص صلب يحتفظ بالمعلومات الملاحية لعرضها بأسرع ما يمكن عند الطلب.
كما يحتوي الكونسول الوسطي على ساعة عقارب محاطة بأزرار التحكم في نظام التكييف، والنظام الصوتي الذي يحتوي على راديو AM/FM مع مشغل أقراص، بالإضافة إلى قوابس خاصة لربط أجهزة آيبود ومشغلاتMP3 ،
وزودت استون مارتن V12 فانتيج رودستر بخيارين إضافيين من أنظمة الصوت وهما: سماعات بقوة 700 واط بنظام Dolby Pro أو سماعات بقوة 1000 واط بنظام بيو ساوند من شركة بانغ واولفسن.
- استون مارتن زاغاتو V12 2013 : كشف النقاب عن سيارة استون مارتن V12 زاغتو المخصصة للطرق العادية، ضمن فعاليات الاحتفال بمرور 50 عامًا على الشراكة بين استون مارتن وشركة زاغاتو عقب إطلاقهما لأول سيارة مشتركة تحمل اسم استون مارتن DB4 GT زاغاتو، التي تم ايقاف إنتاجها عام 1963 وضعت شركة استون مارتن خبرتها الطويلة في إنتاج السيارات ذات الأداء العالي والسيارات المخصصة للسباقات في سيارتها الجديدة كليا V12 زاغاتو، فقد احتفظت استون مارتن بالأضواء الأمامية المستوحاة من طراز استون مارتن V8 فانتيج والتي تعمل بتقنيتي زينون وLED ذات الأداء العالي، أما باقي واجهة V12 زاغاتو الأمامية فقد تميّزت بطابع حصري، يظهر في شبك التهوية المزيّن بخطوط على شكل حرف Z، والذي يخفي خلفه محركاً جباراً ذا صوت هادر، ووضعت استون مارتن هذا المحرك تحت غطاء أماميّ خفيف الوزن من الألومنيوم يسمح بمرور الهواء للمحرك عن طرق فتحتين تزينان وسطه المنحني للأسفل. م تبخل شركة استون مارتن في استخدام المواد الفاخرة عند صناعة V12 زاغاتو، ابتداءً بناشر الهواء أسفل المصد الأمامي، مع المرايا الجانبية الجميلة المغطاة بألياف الكربون، كما غُطي الجناح الخلفي الرياضي المثبت على قواعد من الألومنيوم، بمادة ألياف الكربون وزوّدت السيارة بأضواء دائرية الشكل تعمل بتقنية LED تتوسط فتحات بيضاوية الشكل ممتدة إلى أقواس الإطارات الخلفية العريضة. بالإضافة إلى مصد خلفي مدمج بناشر هواء سفلي، كلاهما مصنوع من ألياف الكربون، يحتوي على مخرجيّ عادم رياضيين.

وتقف استون مارتن V12 زاغاتو على إطارات معدنية خفيفة الوزن قياس 19انش، محاطة بعجل رياضي من شركة بيريللي الإيطالية، بحيث يتم إيقاف قوة V12 زاغاتو المتسارعة عن طريق مكابح مصنوعة من السيراميك مع ستة مكابس قوية من صنع شركة بريمبو. قُدمت استون مارتن V12 زاغاتو بتصميم داخلي رياضي جذاب، مزود بمقاعد جلدية سوداء رياضية قابلة للتعديل بثلاث وضعيات مريحة، ومنقوش عليها حرف Z للدلالة على شعار زاغاتو، كما وزين السقف والأبواب بخطوط متموجة مختلفة عن لون المقصورة الداخلية.
```
أما الكونوسول الوسطي فبقي دون تغيير يذكر، كما هو في طرازات استون مارتن السابقة كطراز DB9 وفانتيج على سبيل المثال، وزوّد كونسول V12 زاغاتو الوسطي بشاشة عرض واضحة قابلة للطي، تعرض معلومات نظام الملاحة والنظام الصوتي المميّز المقدم من شركةDolby للصوتيات بقوة 700 واط، مع إمكانية ربط أجهزة آيبود من أجل تجربة صوتية فريدة، بالإضافة إلى مشغل اسطوانات وراديو AM/FM. ورتّبت الأزرار أسفل هذه الشاشة بشكل أنيق مع رسومات توضيحة لوظائف كل زر .
```

## سيارات السباق

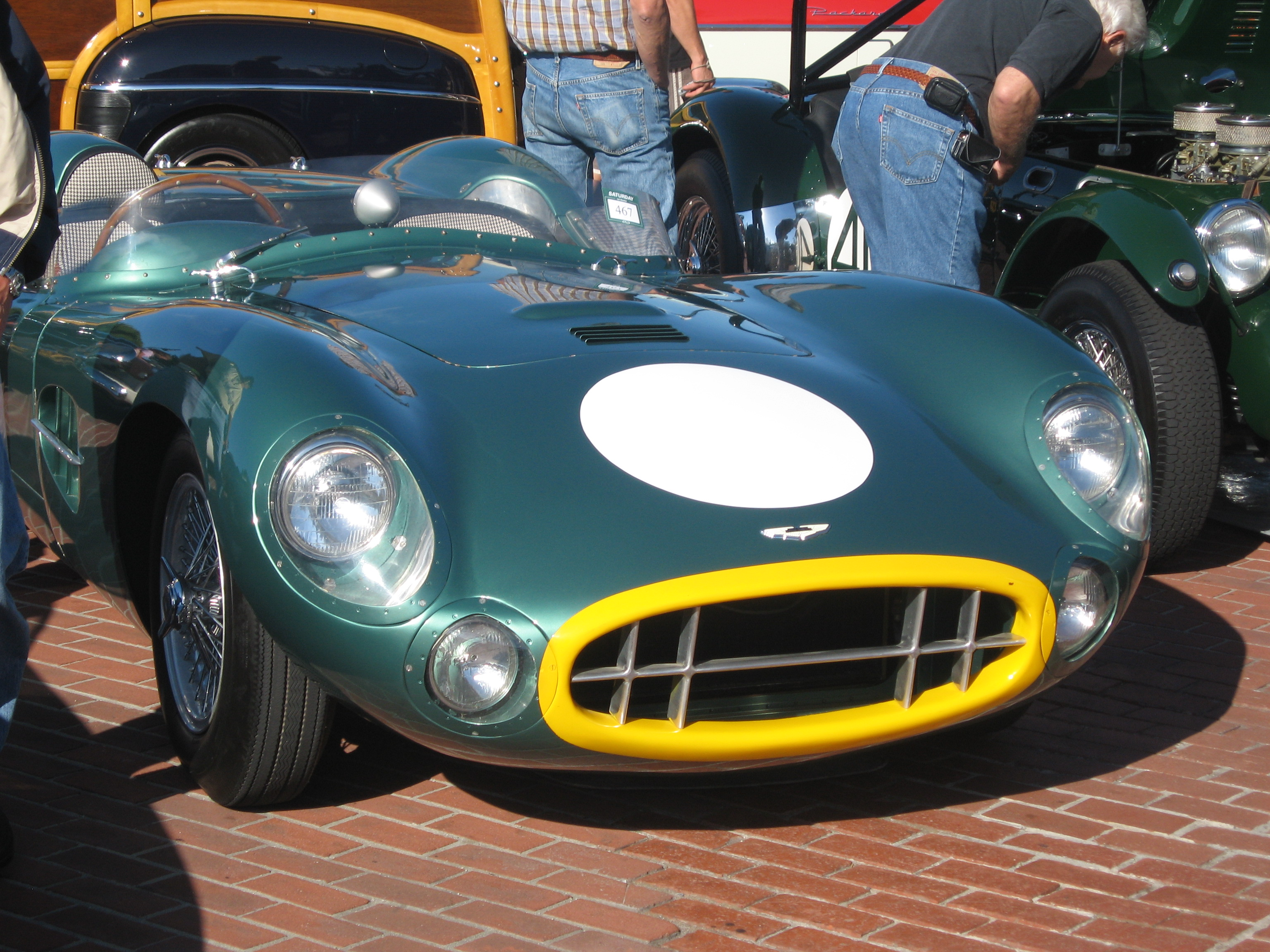
آستون مارتن DBR1 التي فازت في سباق لومان في عام 1959.

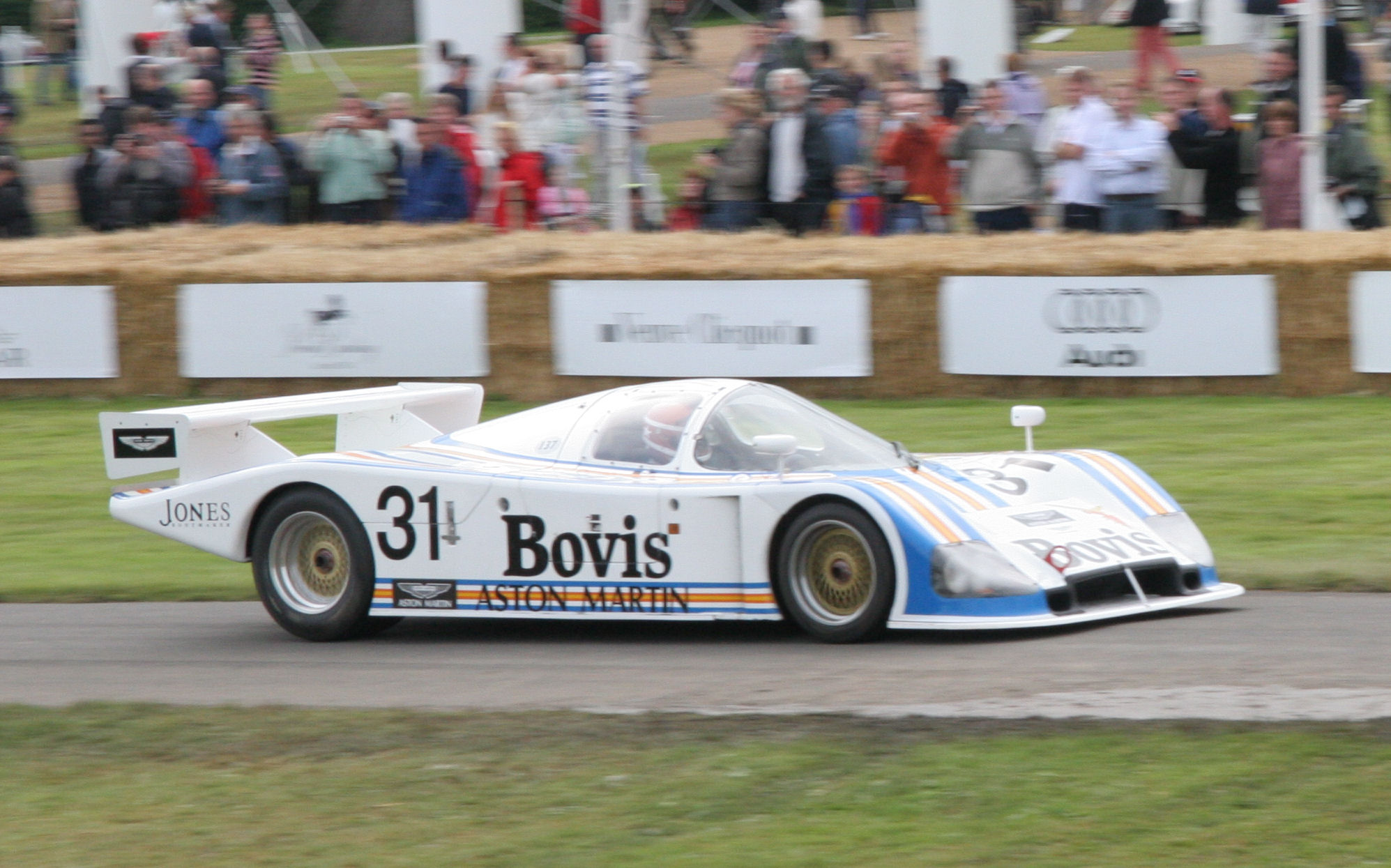
السيارة Nimrod NRA/C2 من المجموعة الثالثة التي استخدمت محركات آستون مارتن طراز V8 في الثمانينيات.

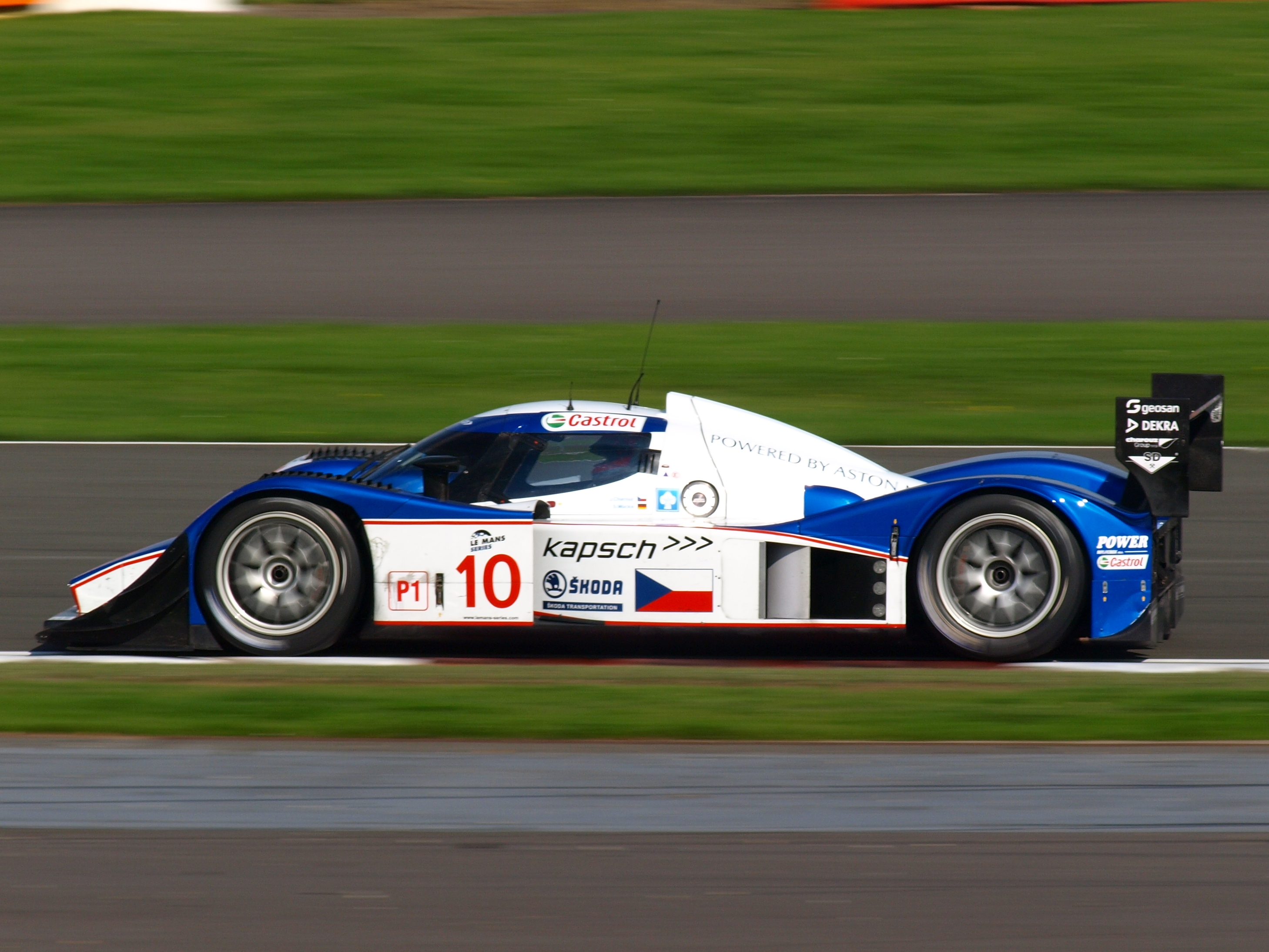
هذا جزء من برنامج استون مارتن الحالي للسباقات، يتنافس نظام شروز مع النظام الرياضي المدعوم من آستون مارتن V12

انظر أيضاً: قائمة صانعي الفورمولا وان، سباقات آستون مارتن

## 2011 آستون مارتن إل إم بي 1
- عادت (آستون مارتن) إلى سباق (لو مان لـ24 ساعة) عام 2011 بسيّارة سباق (إل إم بي 1) جديدة خاصّة بالسباق مصمّمة لتنافس على تحقيق المركز الأوّل. السيّارة الجديدة تحمل شعار شركة (غولف أويل) وقد تمّ تصميم السيّارة تصميماً جديداً بالكامل مع هيكل خاص بالمقصورات الفرديّة المفتوحة ومحرّك جديد مطوّر خصيصاً للسباقات.

## آستون مارتن دي بي آر 9 - 2005
- عادت شركة (آستون مارتن) إلى مشهد السباقات العالميّ خلال عام 2005 بطراز (دي بي آر9) تمّ عرض السيّارة الجديدة على مجموعة مختارة من المشاهدين للمرة الأولى في الرابع من نوفمبر عام 2004 في مقرّ الشركة في المملكة المتّحدة. وتبع ذلك برنامج مكثّف من الاختبارات والتجارب قبيل مشاركة طراز (دي بي آر9) في سباقه الأوّل، سباق الـ12 ساعة الذي كان سيقام في (سيبرينغ) في ولاية (فوريدا) في شهر مارس من عام 2005، كانت السيّارة تمتّع بمحرّك (V12) تلقائيّ التزوّد بالهواء مصنوع من الألومنيوم.

## 2010 آستون مارتن رابيد إن 24
- للمزيد من التأكيد على مواصفات (رابيد) الرياضيّة، وهو أحدث طرازات (آستون مارتن)، شاركت السيّارة في سباق الـ24 ساعة الشاق كما جرت العادة مع سيّارات (آستون مارتن) الحديثة الأخرى المصمّمة للسير على الطرق؛ كطراز (فانتج) ذي محرّك (V8) وذي محرّك (V12). شاركت (رابيد) بمواصفات السيّارات العاديّة –تقريباً- ودون إجراء التغييرات التي تحتاجها السيارات عادة للمنافسة في سباق تحمّل صعب وقاس كهذا، وقاد السيّارة فريق من مهندسي الشركة. استخدمت السيّارة محرّك (V12) سعة 6 لتر ويولّد قوّة 470 حصان.

### جميع سيارات السباق (فترة ما بعد الحرب)
- آستون مارتن DB3 عام (1950-1953)
- آستون مارتن DB3S عام (1953-1956)
- آستون مارتن DBR1 عام (1956-1959)
- آستون مارتن DBR2 عام (1957-1958)
- آستون مارتن DBR3 عام (1958)
- آستون مارتن DBR4 عام (1959)
- آستون مارتن DBR5 عام (1960)
- آستون مارتن DP212 عام (1962)
- آستون مارتن DP214 عام (1963)
- آستون مارتن DP215 عام (1963)
- آستون مارتن RHAM / 1 عام (1٬976-1979)
- آستون مارتن AMR1 عام (1989)
- آستون مارتن AMR2 (لم تستخدم من قبل)
- آستون مارتن DBR9 عام (2005 --)
- آستون مارتن DBRS9 عام (2005 --)
- آستون مارتن V8 N24 عام (2006 --)
- آستون مارتن V8 Vantage Rally عام (2006 --)
- آستون مارتن V8 GT2 عام (2008 --)
- آستون مارتن DBR1 - 2 عام (2009 --)

### محركات فقط
- Cooper-آستون مارتن عام (1963
- آستون مارتن-Lola T70 عام (1967)
- آستون مارتن-Nimrod NRA/C2 عام (1982-1984)
- آستون مارتن-EMKA C84/1 عام (1984-1985)
- آستون مارتن-Cheetah G604
- آستون مارتن-Lola B08/60 عام (2008 --)

### نتائج بطولة العالم للفورمولا وان
(مفتاح)
| العام | الشاسيه                           | المحرك         | الإطارات | السائق            | 1         | 2       | 3.     | 4      | 5               | 6.      | 7               | 8        | 9                | 10               | النقاط | WCC |
| ----- | --------------------------------- | -------------- | -------- | ----------------- | --------- | ------- | ------ | ------ | --------------- | ------- | --------------- | -------- | ---------------- | ---------------- | ------ | --- |
| 1959  | آستون مارتن DBR4                  | آستون مارتن L6 | ?        |                   | الاثنين   | 500     | هولندا | فرنسا  | المملكة المتحدة | ألمانيا | البرتغال        | إيطاليا  | الولايات المتحدة |                  | 0 ?    | 5th |
| 1959  | آستون مارتن DBR4                  | آستون مارتن L6 | ?        | روي سالفادوري     |           |         | انسحب  |        | 6               |         | 6               | انسحب    |                  |                  | 0 ?    | 5th |
| 1959  | آستون مارتن DBR4                  | آستون مارتن L6 | ?        | كارول شيلبي       |           |         | انسحب  |        | انسحب           |         | 8               | 10       |                  |                  | 0 ?    | 5th |
| 1960  | آستون مارتن DBR4 آستون مارتن DBR5 | آستون مارتن L6 | ؟        |                   | الأرجنتين | الاثنين | 500    | هولندا | بلجيكا          | فرنسا   | المملكة المتحدة | البرتغال | إيطاليا          | الولايات المتحدة | 0 ?    | 8th |
| 1960  | آستون مارتن DBR4 آستون مارتن DBR5 | آستون مارتن L6 | ؟        | روي سالفادوري     |           |         |        | DNP    |                 |         |                 |          |                  |                  | 0 ?    | 8th |
| 1960  | آستون مارتن DBR4 آستون مارتن DBR5 | آستون مارتن L6 | ؟        | روي سالفادوري     |           | انسحب   |        |        |                 |         |                 |          |                  |                  | 0 ?    | 8th |
| 1960  | آستون مارتن DBR4 آستون مارتن DBR5 | آستون مارتن L6 | ؟        | موريس ترينتيجنانت |           |         |        |        |                 |         | 11              |          |                  |                  | 0 ?    | 8th |

### 24 ساعة من نهايات لومان
| السنة | Pos | فئة     | رقم | الفريق                             | السواقين                                             | الهيكل                              | المحرك                                | الدوران |
| ----- | --- | ------- | --- | ---------------------------------- | ---------------------------------------------------- | ----------------------------------- | ------------------------------------- | ------- |
| 1931  | 5   | 1.5     | 25  | Aston Martin                       | A.C. Bertelli Maurice Harvey                         | Aston Martin 1½-litre International | Aston Martin 1.5L I4                  | 139     |
| 1932  | 5   | 1.5     | 20  | Aston Martin Ltd.                  | Sammy Newsome Henken Widengren                       | Aston Martin 1½-litre Le Mans       | Aston Martin 1.5L I4                  | 174     |
| 1932  | 7   | 1.5     | 21  | Aston Martin Ltd.                  | A.C. Bertelli Pat Driscoll                           | Aston Martin 1½-litre Le Mans       | Aston Martin 1.5L I4                  | 168     |
| 1933  | 5   | 1.5     | 25  | Aston Martin Ltd.                  | Pat Driscoll Clifton Penn-Hughes                     | Aston Martin 1½-litre Le Mans       | Aston Martin 1.5L I4                  | 188     |
| 1933  | 7   | 1.5     | 24  | Aston Martin Ltd.                  | A.C. Bertelli Sammy Davis                            | Aston Martin 1½-litre Le Mans       | Aston Martin 1.5L I4                  | 174     |
| 1934  | 10  | 1.5     | 20  | M.R.E. Tongue                      | Reggie Tongue Maurice Faulkner                       | Aston Martin 1½-litre Le Mans       | Aston Martin 1.5L I4                  | 188     |
| 1934  | 11  | 1.5     | 24  | John Cecil Noël                    | John Cecil Noël Jen Wheeler                          | Aston Martin 1½-litre Le Mans       | Aston Martin 1.5L I4                  | 180     |
| 1935  | 3   | 1.5     | 29  | Roy Eccles                         | Charles E.C. Martin Charles Brackenbury              | Aston Martin 1½-litre Ulster        | Aston Martin 1.5L I4                  | 215     |
| 1935  | 8   | 1.5     | 33  | Maurice Faulkner                   | Maurice Faulkner Tom Clarke                          | Aston Martin 1½-litre Ulster        | Aston Martin 1.5L I4                  | 202     |
| 1935  | 10  | 1.5     | 32  | C.T. Thomas                        | C.T. Thomas M. Kenyon                                | Aston Martin 1½-litre Ulster        | Aston Martin 1.5L I4                  | 199     |
| 1935  | 11  | 1.5     | 31  | P.L. Donkin                        | Peter Donkin Lord Malcolm Douglas-Hamilton           | Aston Martin 1½-litre Ulster        | Aston Martin 1.5L I4                  | 199     |
| 1935  | 12  | 1.5     | 27  | John Cecil Noël                    | Jim Elwes Mortimer Morris-Goodall                    | Aston Martin 1½-litre               | Aston Martin 1.5L I4                  | 196     |
| 1935  | 15  | 1.5     | 30  | R.P. Gardner                       | R.P. Gardner A.C. Beloë                              | Aston Martin 1½-litre Ulster        | Aston Martin 1.5L I4                  | 190     |
| 1937  | 5   | 1.5     | 37  | J.M. Skeffington                   | J.M. Skeffington R.C. Murton-Neale                   | Aston Martin 1½-litre Ulster        | Aston Martin 1.5L I4                  | 205     |
| 1937  | 11  | 2.0     | 31  | C.T. Thomas                        | Mortimer Morris-Goodall Robert P. Hichens            | Aston Martin Speed Model            | Aston Martin 2.0L I4                  | 193     |
| 1939  | 12  | 2.0     | 29  | Robert Peverell Hichens            | Robert P. Hichens Mortimer Morris-Goodall            | Aston Martin Speed Model            | Aston Martin 2.0L I4                  | 199     |
| 1949  | 7   | S 2.0   | 27  | Arthur Jones                       | Arthur Jones Nick Haines                             | Aston Martin 2-Litre Sports (DB1)   | Aston Martin 2.0L I4                  | 207     |
| 1949  | 11  | S 2.0   | 29  | Robert Lawrie                      | Robert Lawrie Robert W. Walke                        | Aston Martin 2-Litre Sports (DB1)   | Aston Martin 2.0L I4                  | 193     |
| 1950  | 5   | S 3.0   | 19  | Aston Martin Ltd.                  | George Abecassis Lance Macklin                       | Aston Martin DB2                    | Aston Martin 2.6L I6                  | 249     |
| 1950  | 6   | S 3.0   | 21  | Aston Martin Ltd.                  | Charles Brackenbury Reg Parnell                      | Aston Martin DB2                    | Aston Martin 2.6L I6                  | 244     |
| 1951  | 3   | S 3.0   | 26  | Aston Martin Ltd.                  | Lance Macklin Eric Thompson                          | Aston Martin DB2                    | Aston Martin 2.6L I6                  | 257     |
| 1951  | 5   | S 3.0   | 25  | Aston Martin Ltd.                  | George Abecassis Brian Shawe-Taylor                  | Aston Martin DB2                    | Aston Martin 2.6L I6                  | 255     |
| 1951  | 7   | S 3.0   | 24  | Aston Martin Ltd.                  | Reg Parnell David Hampshire                          | Aston Martin DB2                    | Aston Martin 2.6L I6                  | 252     |
| 1951  | 10  | S 3.0   | 28  | N.H. Mann                          | Nigel Mann Mortimer Morris-Goodall                   | Aston Martin DB2                    | Aston Martin 2.6L I6                  | 236     |
| 1951  | 13  | S 3.0   | 27  | P.T.C. Clark                       | Peter Clark James Scott Douglas                      | Aston Martin DB2                    | Aston Martin 2.6L I6                  | 233     |
| 1952  | 7   | S 3.0   | 32  | Peter C.T. Clark                   | Peter Clark Mike Keen                                | Aston Martin DB2                    | Aston Martin 2.6L I6                  | 248     |
| 1955  | 2   | S 3.0   | 23  | Aston Martin Ltd.                  | Peter Collins Paul Frère                             | Aston Martin DB3S                   | Aston Martin 2.9L I6                  | 302     |
| 1956  | 2   | S 3.0   | 8   | Aston Martin Ltd.                  | Stirling Moss Peter Collins                          | Aston Martin DB3S                   | Aston Martin 2.9L I6                  | 299     |
| 1957  | 11  | S 3000  | 21  | David Brown                        | Jean-Paul Colas Jean Kerguen                         | Aston Martin DB3S                   | Aston Martin 3.0L I6                  | 272     |
| 1958  | 2   | S 3000  | 5   | P & A.G. Whitehead                 | Graham Whitehead Peter Whitehead                     | Aston Martin DB3S                   | Aston Martin 3.0L I6                  | 293     |
| 1959  | 1   | S 3.0   | 5   | David Brown Racing Dept.           | Carroll Shelby Roy Salvadori                         | Aston Martin DBR1/300               | Aston Martin 3.0L I6                  | 323     |
| 1959  | 2   | S 3.0   | 6   | David Brown Racing Dept.           | Maurice Trintignant Paul Frère                       | Aston Martin DBR1/300               | Aston Martin 3.0L I6                  | 322     |
| 1960  | 3   | S 3.0   | 7   | Border Reivers                     | Roy Salvadori Jim Clark                              | Aston Martin DBR1/300               | Aston Martin 3.0L I6                  | 306     |
| 1960  | 9   | S 3.0   | 8   | Major Ian B. Baillie               | Ian B. Baillie Jack Fairman                          | Aston Martin DBR1/300               | Aston Martin 3.0L I6                  | 281     |
| 1977  | 17  | GTP     | 83  | SAS Robin Hamilton                 | Robin Hamilton David Preece Mike Salmon              | Aston Martin DBS V8 RHAM/1          | Aston Martin 5.3L V8                  | 260     |
| 1982  | 7   | C       | 32  | Viscount Downe Pace Petroleum      | Ray Mallock Simon Phillips Mike Salmon               | Nimrod NRA/C2                       | Aston Martin-Tickford DP1229 5.3L V8  | 317     |
| 1983  | 17  | C       | 41  | EMKA Productions Ltd.              | Tiff Needell Steve O'Rourke Nick Faure               | EMKA C83/1                          | Aston Martin-Tickford 5.3L V8         | 275     |
| 1985  | 11  | C1      | 66  | EMKA Productions, Ltd.             | Tiff Needell Steve O'Rourke Nick Faure               | EMKA C84/1                          | Aston Martin-Tickford 5.3L V8         | 338     |
| 1989  | 11  | C1      | 18  | Aston Martin Ecurie Ecosse         | Brian Redman Michael Roe Costas Los                  | Aston Martin AMR1                   | Aston Martin (Callaway) RDP87 6.0L V8 | 340     |
| 2005  | 9   | GT1     | 59  | Aston Martin Racing                | David Brabham Stéphane Sarrazin Darren Turner        | Aston Martin DBR9                   | Aston Martin 6.0L V12                 | 333     |
| 2006  | 6   | GT1     | 007 | Aston Martin Racing                | Tomáš Enge Darren Turner Andrea Piccini              | Aston Martin DBR9                   | Aston Martin 6.0L V12                 | 350     |
| 2006  | 9   | GT1     | 62  | Russian Age Racing Team Modena     | Antonio García David Brabham Nelson Piquet Jr.       | Aston Martin DBR9                   | Aston Martin 6.0L V12                 | 343     |
| 2006  | 10  | GT1     | 009 | Aston Martin Racing                | Pedro Lamy Stéphane Sarrazin Stéphane Ortelli        | Aston Martin DBR9                   | Aston Martin 6.0L V12                 | 342     |
| 2007  | 1   | GT1     | 009 | Aston Martin Racing                | David Brabham Darren Turner Rickard Rydell           | Aston Martin DBR9                   | Aston Martin 6.0L V12                 | 343     |
| 2007  | 3   | GT1     | 008 | AMR Larbre Compétition             | Casper Elgaard Johnny Herbert Fabrizio Gollin        | Aston Martin DBR9                   | Aston Martin 6.0L V12                 | 341     |
| 2007  | 4   | GT1     | 007 | Aston Martin Racing                | Tomáš Enge Johnny Herbert Peter Kox                  | Aston Martin DBR9                   | Aston Martin 6.0L V12                 | 337     |
| 2008  | 1   | GT1     | 009 | Aston Martin Racing                | David Brabham Darren Turner Antonio Garcia           | Aston Martin DBR9                   | Aston Martin 6.0L V12                 | 344     |
| 2008  | 4   | GT1     | 007 | Aston Martin Racing                | Heinz-Harald Frentzen Andrea Piccini Karl Wendlinger | Aston Martin DBR9                   | Aston Martin 6.0L V12                 | 339     |
| 2009  | 4   | LMP1    | 007 | AMR Eastern Europe                 | Tomáš Enge Jan Charouz Stefan Mücke                  | Lola-Aston Martin B09/60            | Aston Martin 6.0L V12                 | 373     |
| 2009  | 13  | LMP1    | 008 | Aston Martin Racing                | Anthony Davidson Darren Turner Jos Verstappen        | Lola-Aston Martin B09/60            | Aston Martin 6.0L V12                 | 342     |
| 2009  | 3   | GT1     | 66  | Jetalliance Racing                 | Lukas Lichtner-Hoyer Thomas Gruber Alex Müller       | Aston Martin DBR9                   | Aston Martin 6.0L V12                 | 294     |
| 2010  | 6   | LMP1    | 007 | Aston Martin Racing                | Harold Primat Adrián Fernández Stefan Mücke          | Lola-Aston Martin B09/60            | Aston Martin 6.0L V12                 | 365     |
| 2010  | 3   | GT1     | 52  | Young Driver AMR                   | Tomáš Enge Christoffer Nygaard Peter Kox             | Aston Martin DBR9                   | Aston Martin 6.0L V12                 | 311     |
| 2011  | 7   | LMP1    | 22  | Kronos Racing Marc VDS Racing Team | Vanina Ickx Bas Leinders Maxime Martin               | Lola-Aston Martin B09/60            | Aston Martin 6.0L V12                 | 328     |
| 2012  | 3   | GTE-Pro | 97  | Aston Martin Racing                | Darren Turner Adrián Fernández Stefan Mücke          | Aston Martin V8 Vantage GTE         | Aston Martin 4.5L V8                  | 332     |
| 2013  | 3   | GTE-Pro | 97  | Aston Martin Racing                | Darren Turner Peter Dumbreck Stefan Mücke            | Aston Martin V8 Vantage GTE         | Aston Martin 4.5L V8                  | 314     |
| 2013  | 6   | GTE-Am  | 96  | Aston Martin Racing                | Roald Goethe Jamie Campbell-Walter Stuart Hall       | Aston Martin V8 Vantage GTE         | Aston Martin 4.5L V8                  | 301     |

## وصلات خارجية
- آستون مارتن—الموقع الرسمي لآستون مارتن
- سباقات آستون مارتن—الموقع الرسمي للشركة
- نادي آستون مارتن-- الموقع الرسمي لنادي آستون مارتن
- معلوات عن طراز دي بي 2 موديل 1950
- معلومات عن طراز إل إم بي 1
- معلومات عن طراز دي بي آر 9
- معلومات عن طراز واحد-77
- معلومات عن طراز 2010 آستون مارتن رابيد إن 24